# Besançon

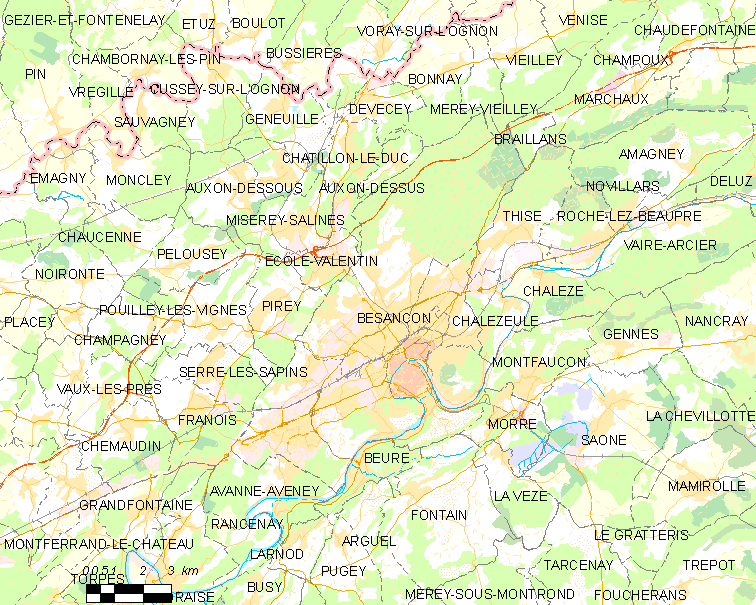

Besançon ([bəzɑ̃ˈsõ] ⓘ) (deutsch veraltet Bisanz, lateinisch Vesontio) ist eine Stadt mit 120.057 Einwohnern (Stand 1. Januar 2022) im Osten von Frankreich. Sie ist Präfektur des Département Doubs, ist Verwaltungssitz des Gemeindeverbands Grand Besançon Métropole und ist Sitz des Erzbistums Besançon. Die Einwohner der Stadt werden Bisontines bzw. Bisontins genannt. Im Ballungsraum Besançon leben 283.127 Einwohner.
Der Ort, der in einer Schleife des Flusses Doubs gegründet wurde, spielte während der Zeit des Römischen Reichs unter dem Namen Vesontio eine wichtige Rolle. Im Mittelalter gelang es Besançon, den Status als Reichsstadt im Heiligen Römischen Reich zu erlangen und zu bewahren. Während des 17. Jahrhunderts war die Region der heutigen Franche-Comté hart umkämpft, erst seit 1678 ist Besançon Teil Frankreichs. Nach der französischen Eroberung wurde die Stadt stark befestigt. Im Zuge der Industrialisierung wurde Besançon Zentrum der französischen Uhren- und Textilindustrie. Heute ist die Stadt führend in den Bereichen Mikro- und Nanotechnologie.
Die als „grünste Stadt Frankreichs“ ausgezeichnete Hauptstadt der Franche-Comté bietet eine außerordentlich hohe Lebensqualität. Dank ihres reichen historischen und kulturellen Erbes und ihrer einzigartigen Architektur trägt Besançon seit 1986 die Auszeichnung Stadt der Kunst und Geschichte. Ihre militärischen Befestigungsanlagen, die auf Vauban zurückgehen, zählen seit 2008 zum UNESCO-Weltkulturerbe.

## Geografie

### Lage

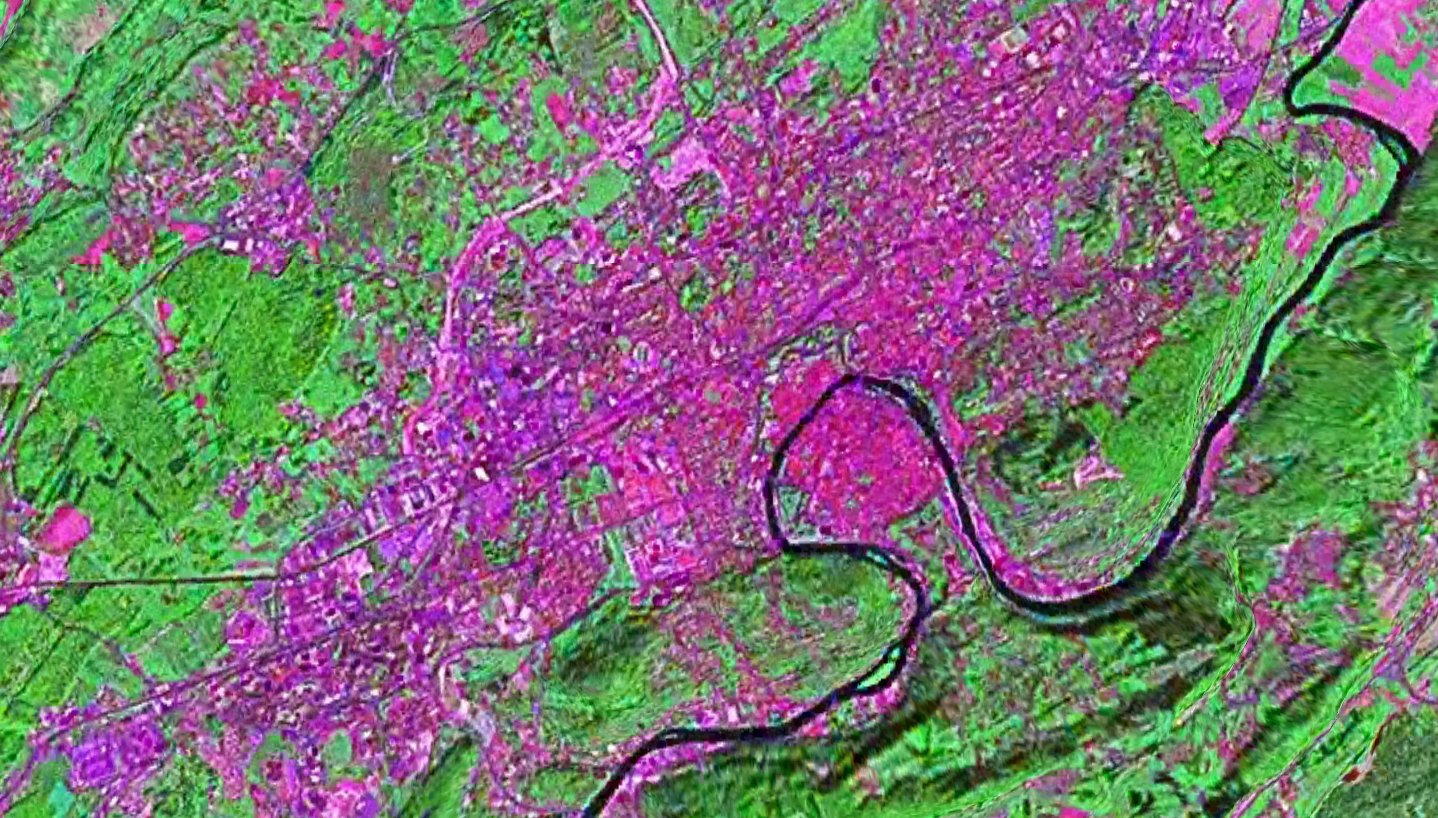
Besançon vom Landsat 7 aus gesehen

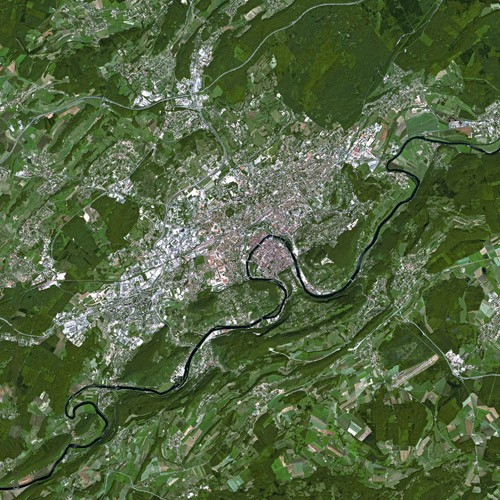
Besançon vom Satelliten Spot aus gesehen

Besançon liegt auf der Rhein-Rhône-Achse, einem bedeutenden Verbindungsweg zwischen Nordsee und Mittelmeer bzw. Nord- und Südeuropa. Die Stadt befindet sich dort, wo das Massiv des Juragebirges in die fruchtbare Ebene der Franche-Comté übergeht. Sie liegt am Nordrand des Jura; nördlich der Stadt befindet sich eine zum Vorgebirge (Avants-Monts) gehörende Hügelkette. Südlich von Besançon befindet sich die erste Falte des Jura. Die Stadt wird vom Fluss Doubs durchflossen und liegt im Nordwesten des gleichnamigen Départements. Die Nachbarstädte Dijon in Burgund, Lausanne in der Schweiz, Belfort am Fuß des Elsass und die Grenze zu Deutschland liegen alle in 90 Kilometer Entfernung von Besançon. Die französische Hauptstadt Paris ist 327 Kilometer (Luftlinie) entfernt. Besançon liegt fast genau auf halbem Weg zwischen den Städten Lyon und Straßburg; die Entfernung zu beiden beträgt etwa 190 Kilometer.
Seit 2012 ist Besançon zusammen mit einigen Nachbarstädten Mitglied des Pôle métropolitain Centre Franche-Comté.

### Stadtgliederung

Die 14 Stadtteile von Besançon

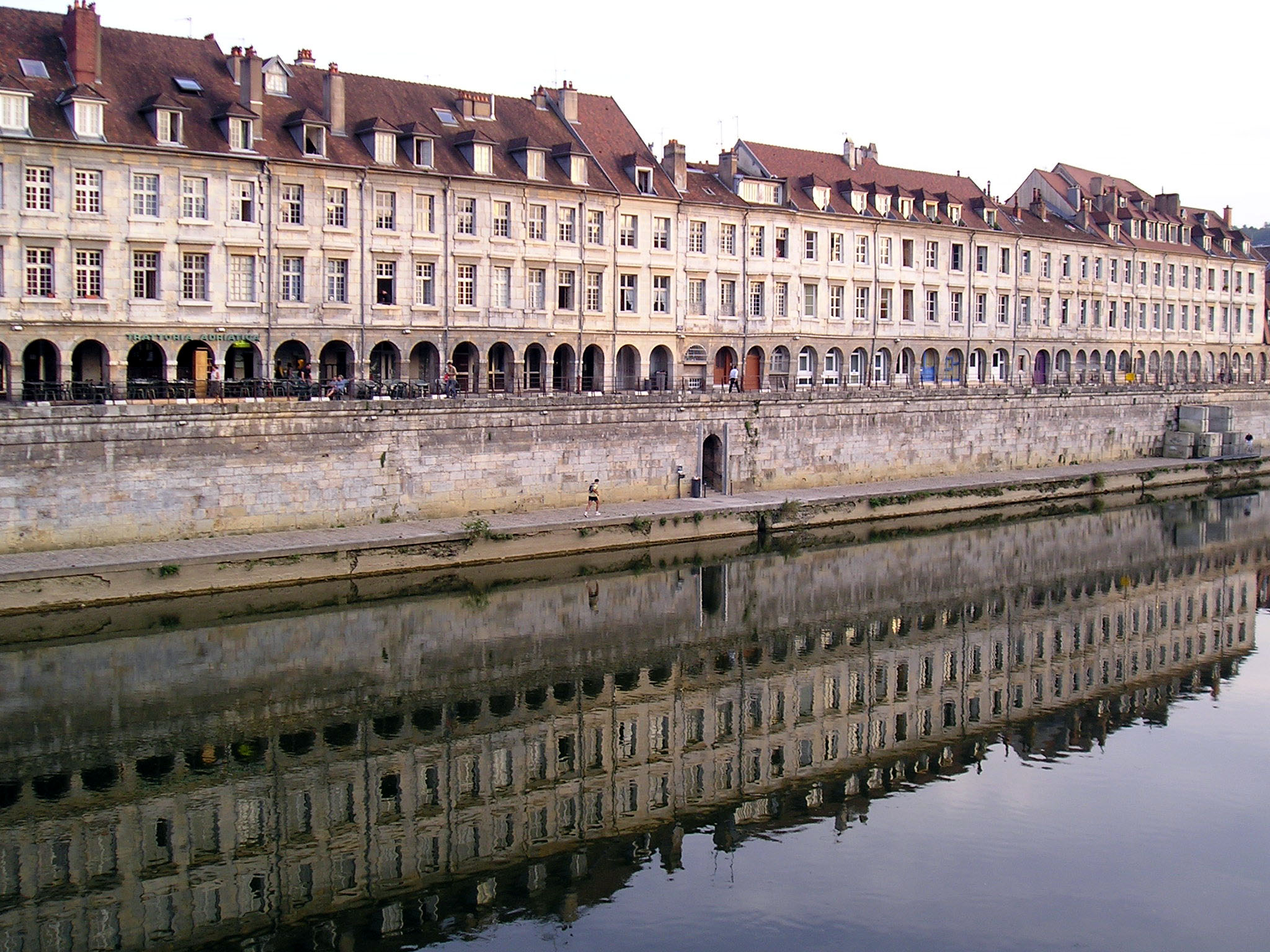
Quai Vauban am Doubs

Besançon hat 14 Stadtteile, deren Einwohnerzahl von etwa 2.400 (Tilleroyes und Velotte) bis knapp 18.000 (Planoise) reicht (Einwohnerzahlen von 2018 in Klammern); die Nummern beziehen sich auf nebenstehende Karte:
- 01 Centre-Chapelle des Buis (10.659)
- 02 Velotte (2.458)
- 03 Butte-Grette (8.067)
- 04 Battant (4.082)
- 05 Chaprais-Cras (15.853)
- 06 Bregille (3.246)
- 07 Saint-Ferjeux-Rosemont (6.803)
- 08 Montrapon-Montboucons (13.320)
- 09 Saint-Claude-Torcols (15.373)
- 10 Palente-Orchamps-Saragosse (10.824)
- 11 Vaite-Clairs-Soleils (5.534)
- 12 Planoise-Châteaufarine (18.141)
- 13 Tilleroyes (2.415)
- 14 Chailluz (0)

### Nachbargemeinden
Folgende Gemeinden grenzen an die Gemeinde Besançon; sie werden im Uhrzeigersinn, beginnend im Norden, genannt: Châtillon-le-Duc, Bonnay, Vieilley, Mérey-Vieilley, Braillans, Thise, Chalezeule, Montfaucon (Doubs), Morre, Fontain, Beure, Avanne-Aveney, Franois, Serre-les-Sapins, Pirey, École-Valentin.

### Ballungsgebiet
Zur siedlungsgeografischen Unité urbaine von Besançon, in der auf 135 km² insgesamt 140.298 Einwohner (2020) leben, zählen die Gemeinden Besançon, Avanne-Aveney, Beure, Chalezeule, Chalèze, Châtillon-le-Duc, Devecey, École-Valentin, Miserey-Salines, Montfaucon, Morre, Pirey und Thise.
In der wirtschaftsgeografischen Aire d'attraction lebten 2020 in einem über 2.515 km² ausgedehnten Ballungsgebiet 281.610 Menschen in 310 Gemeinden.

### Klima
Das Klima von Besançon kennt ozeanische Einflüsse in der Form von ergiebigen und häufigen Niederschlägen einerseits und kontinentale Einflüsse andererseits, die sich in strengen Wintern sowie trockenen und heißen Sommern äußern. Es existieren starke Schwankungen sowohl von einer Jahreszeit zur anderen als auch zwischen den Jahren. Mit 1108 mm Niederschlag pro Jahr gehört Besançon zusammen mit etwa Brest und Biarritz zu den regenreicheren Städten Frankreichs. Pro Jahr gibt es durchschnittlich an 141 Tagen Niederschlag, davon an etwa 30 Tagen Schnee. Trotzdem bringt Besançon es auf 1797 Sonnenstunden pro Jahr, die zwischen monatlich 55 im Dezember und 246 im August schwanken. An 67 Tagen pro Jahr liegt die Temperatur unter dem Gefrierpunkt. Besançon hat relativ wenig Wind. Die durchschnittliche Windgeschwindigkeit liegt bei 2,2 m/s, Böen über 100 km/h kommen nur einmal im Jahr vor. Die höchste je gemessene Temperatur liegt bei 40,3 °C am 28. Juli 1921, die tiefste Temperatur bei −20,7 °C am 9. Januar 1985. Die Jahresdurchschnittstemperatur beträgt 10,2 °C.
|                       | Jan  | Feb  | Mär  | Apr  | Mai   | Jun  | Jul  | Aug  | Sep   | Okt   | Nov   | Dez   |   |      |
| Mittl. Tagesmax. (°C) | 5,8  | 7,6  | 12,1 | 16,1 | 19,9  | 23,6 | 25,7 | 25,5 | 21    | 16,1  | 10    | 6,4   | ⌀ | 15,9 |
| Mittl. Tagesmin. (°C) | 0,1  | 0,2  | 3    | 5,6  | 9,4   | 12,9 | 14,7 | 14,5 | 11,1  | 7,7   | 3,5   | 0,9   | ⌀ | 7    |
|                       |      |      |      |      |       |      |      |      |       |       |       |       |   |      |
| Niederschlag (mm)     | 89,7 | 81,2 | 85   | 86,6 | 107,9 | 97,5 | 88,8 | 96,1 | 100,7 | 111,7 | 106,5 | 105,3 | Σ | 1157 |
|                       |      |      |      |      |       |      |      |      |       |       |       |       |   |      |
| Sonnenstunden (h/d)   | 2,2  | 3,5  | 4,9  | 6,1  | 6,7   | 7,7  | 8    | 7,7  | 6,1   | 4,2   | 2,5   | 1,8   | ⌀ | 5,1  |
|                       |      |      |      |      |       |      |      |      |       |       |       |       |   |      |
| Regentage (d)         | 13   | 11   | 11   | 10   | 13    | 10   | 10   | 10   | 9     | 12    | 13    | 14    | Σ | 136  |

| 0,1 |

| 0,2 |

| 3 |

| 5,6 |

| 9,4 |

| 12,9 |

| 14,7 |

| 14,5 |

| 11,1 |

| 7,7 |

| 3,5 |

| 0,9 |

| 0,1 |

| 0,2 |

| 3 |

| 5,6 |

| 9,4 |

| 12,9 |

| 14,7 |

| 14,5 |

| 11,1 |

| 7,7 |

| 3,5 |

| 0,9 |

| N i e d e r s c h l a g | 89,7 | 81,2 | 85  | 86,6 | 107,9 | 97,5 | 88,8 | 96,1 | 100,7 | 111,7 | 106,5 | 105,3 |
|                         | Jan  | Feb  | Mär | Apr  | Mai   | Jun  | Jul  | Aug  | Sep   | Okt   | Nov   | Dez   |

## Geschichte
Besançon entwickelte sich von einem gallischen Oppidum zu einem der kulturellen, militärischen und wirtschaftlichen Zentren des heutigen Frankreich. Aufgrund der großen Anzahl von historisch wertvollen Artefakten, die sowohl germanischen als auch französischen Ursprungs sind, darf die Stadt das Prädikat Stadt der Kunst und Geschichte tragen.

### Urgeschichte bis Antike
Für das Mittelpaläolithikum (vor etwa 50.000 Jahren) ist die Anwesenheit von Jägern und Sammlern in der Region belegt. Ausgrabungen, die in den vergangenen Jahrhunderten durchgeführt wurden, haben Siedlungsspuren aus der Jungsteinzeit zu Tage gefördert. Besiedelt wurden vor allem die Ufer des Doubs, der Fuß der Hügel des Roche d’Or und Rosemont. Die Funde wurden auf 4000 v. Chr. datiert.
Im 2. Jahrhundert v. Chr. stand das heutige Besançon unter der Herrschaft der Sequaner. Dieses keltische Volk kontrollierte ein großes Territorium zwischen der Rhône, der Saône, dem Jura und den Vogesen. Eine Serie von Ausgrabungen auf dem Gebiet der früheren Stadtmauer, besonders im Jahre 2001, hat belegt, dass die Siedlung von einem Wall (murus gallicus) eingeschlossen war; die Handwerker siedelten jedoch außerhalb des Walls. Das auf Latein Vesontio genannte Oppidum war Hauptort und wirtschaftliches Zentrum der Sequaner. Es wurde durch die Germanen bedroht und 59 v. Chr., vielleicht auch schon früher, von den Sueben unter Ariovist erobert, später durch die Haeduer und im Jahr 58 v. Chr. schließlich durch die Römer unter Julius Caesar. Aufgrund der strategisch günstigen Lage wählte Caesar die Stadt als Hauptort der Sequaner aus (Civitas Maxima Sequanorum). Vesontio wurde Militärstützpunkt und Handelsknoten des römischen Galliens; es erlebte eine Blütephase, in der es zu einer der größten Städte von Gallia Belgica und später Germania superior wuchs.
Im Jahre 68 n. Chr. war die Region Schauplatz der Schlacht bei Vesontio, bei der sich Lucius Verginius Rufus, der Kaiser Nero ergeben war, und der Rebell Gaius Iulius Vindex gegenüberstanden. Letzterer beging nach seiner Niederlage Selbstmord. Die Römer vergrößerten die Stadt und errichteten zahlreiche Bauwerke vor allem entlang des Cardo (heutige Grande Rue) und auch auf der rechten Seite des Doubs, wo sie ein Amphitheater mit Platz für 20.000 Besucher bauten. Im Untergrund von Besançon befinden sich zahlreiche Artefakte aus der römischen Epoche, besonders innerhalb der Doubs-Schleife und in den unmittelbar angrenzenden Gebieten, wo mehr als 200 Fundstellen existieren. Aus der Zeit von Marc Aurel stammen Gebäude wie die Porte Noire, die gegen 175 n. Chr. erbaut wurde, die Säulen des Square Castan, der Aquädukt, der die Stadt mit Wasser versorgte, das Amphitheater und Römerhäuser mit Mosaiken, die heute im Musée des beaux-arts et d’archéologie de Besançon ausgestellt sind; zwischen 172 und 175 gab es aber auch Unruhen. Während der Tetrarchie wurde Vesontio zur Hauptstadt der Provincia Maxima Sequanorum erhoben. Im Jahr 360 bezeichnete der sich auf der Durchreise befindliche Kaiser Julian die Stadt jedoch als Marktflecken, was auf einen Niedergang hinweist; Besançon war nun nur mehr ein Dorf.

### Mittelalter

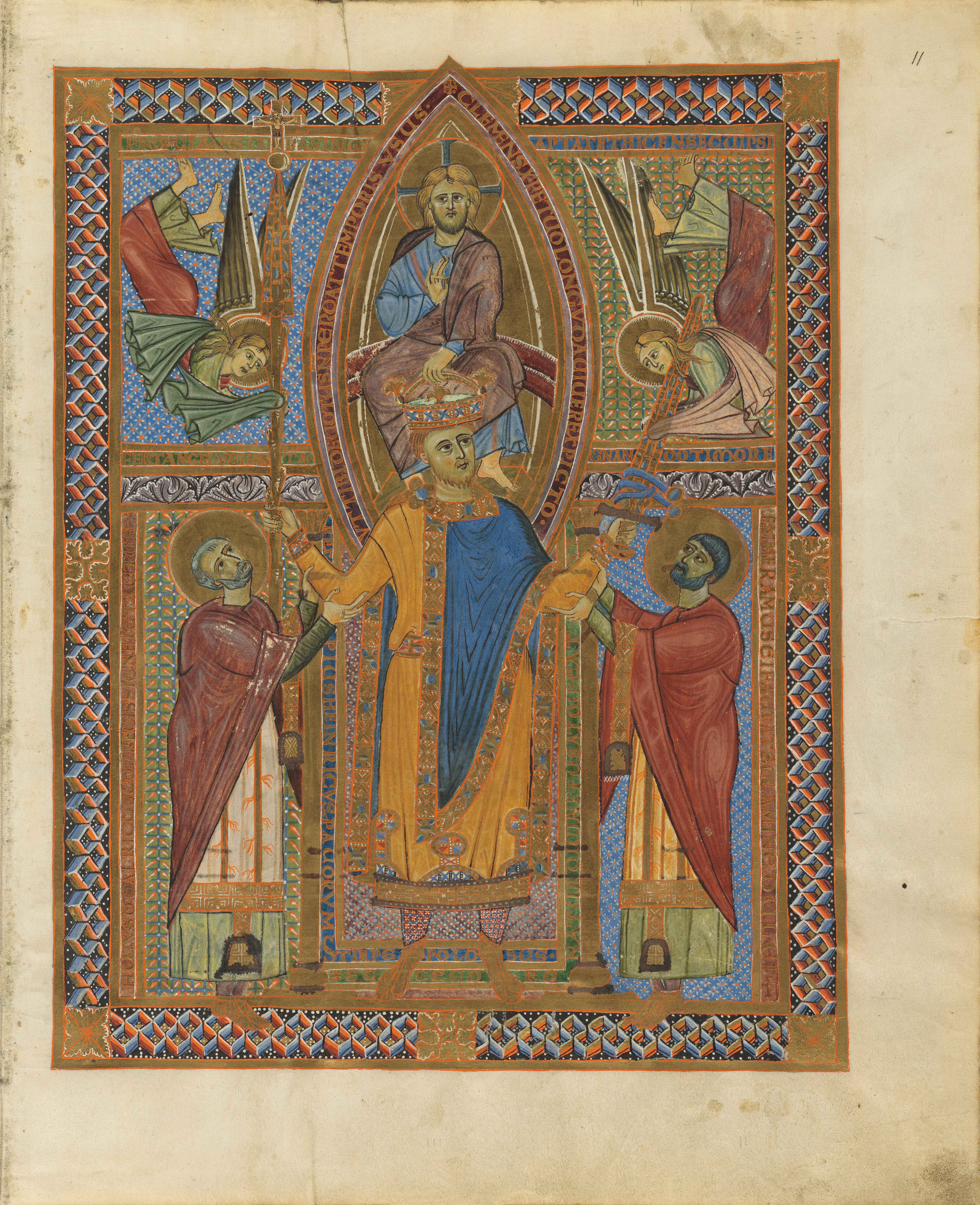
Nach seiner Erbschaft gliederte Heinrich II. 1032 die Stadt in das Heilige Römische Reich ein

Kurz nach dem Fall des Römischen Reichs wurden die gallischen Völker unter dem Merowingerkönig Chlodwig I. vereint. Die Sequaner wurden etwa zur gleichen Zeit wie die Burgunden und die Alamannen in das Frankenreich eingegliedert.
Die Geschichte Besançons im Frühmittelalter ist nur wenig erforscht, Dokumente und andere Hinweise fehlen weitgehend. Die erste Erwähnung der Stadt findet sich in einem Brief von Ludwig dem Frommen an Erzbischof Bernoin aus dem Jahr 821; hier wurde Besançon als Chrysopolis bezeichnet. Von 843 bis 869 war die Diözese Besançon Teil des Lotharii Regnum, später von Lotharingien und nach dem Tod von Lothar II. nimmt es Karl der Kahle auf Grund der Bestimmungen des Vertrags von Meerssen (870) in Besitz. Bis 879 war es damit Teil des Westfrankenreichs.
Im Jahre 888 feudalisierte Odo von Paris sein Reich und gründete die Herzogtümer und Grafschaften Burgunds. Burgund hatte damals Dole zur Hauptstadt und gehörte zur Grafschaft Varais, wo auch Besançon lag. Der erste Graf von Burgund war Otto-Wilhelm, der Pfalzgraf. Gleichzeitig wird Besançon ein unabhängiges Erzbistum und Bischofssitz, wobei es zur Tradition wurde, dass der Erzbischof zugleich Kanzler des Königs von Burgund war. Der letzte König von Burgund, Rudolf III, hatte keine männlichen Nachfolger und vergab seine Besitztümer an Heinrich II. als Lehen.
Somit wurde Besançon und die gesamte Freigrafschaft Burgund im Jahre 1032 Teil des Heiligen Römischen Reichs deutscher Nation. Der Erzbischof Hugo von Salins wurde mit kaiserlicher Unterstützung auch Herr der Stadt, die er in eine Blütephase führte. Nach seinem Tod im Jahre 1066 fiel sie jedoch in eine lange Krise, die durch Nachfolgekämpfe verursacht war. Während des gesamten Mittelalters blieb Besançon jedoch eine Stadt, die direkt der kaiserlichen Herrschaft unterstand und die unabhängig von der Grafschaft Burgund blieb.
Im 12. und 13. Jahrhundert widersetzten sich die Bisontiner der Macht der Erzbischöfe und erhielten im Jahr 1290 schließlich ihre städtische Unabhängigkeit. Besançon blieb zwar Teil des deutschen Kaiserreichs, regierte sich aber selbst mit einem Rat aus 28 Standespersonen, die direkt durch das männliche Wahlvolk bestimmt wurden, und einem Rat aus 14 Statthaltern, die eben von diesen Standespersonen gewählt wurden. Diesen Status einer Reichsstadt behielt Besançon für fast 400 Jahre. Die Freigrafen von Burgund, die die Herrschaft über die Franche-Comté erlangt hatten, wurden zur Schutzmacht für die Stadt, die in dieser Periode zu Wohlstand kam.

### Neuzeit
Nach dem Tod Karls des Kühnen wurde Besançon von Ludwig XI. gefördert. Er bestätigte Anfang 1481 nicht nur das Stadtrecht, sondern ordnete auch die Verlegung der Universität von Dole nach Besançon an. Treibende Kraft hinter diesen Entwicklungen war Karl von Neuenburg, Erzbischof von Besançon und Berater Ludwigs XI.
Mit Beginn der Renaissance fiel die Franche-Comté wieder an das Deutsche Reich. Kaiser Karl V. befestigte Besançon und machte aus der Stadt ein Bollwerk für sein Reich. Ein Comtois, Nicolas Perrenot de Granvelle, wurde 1519 Reichskanzler und 1532 Justizminister. Die Region profitierte vom Wohlwollen Karls V., Besançon wuchs zur fünftgrößten Stadt des Reichs und erhielt einige Baudenkmäler wie das Palais Granvelle und das Rathaus, dessen Fassade auch heute noch eine Statue Karls V. schmückt. Die Bevölkerung, die 1518 8000–9000 Menschen und 1608 11.000–12.000 Einwohner zählte, lebte zu mehr als der Hälfte vom Weinbau, dem wichtigsten Wirtschaftszweig der Stadt. Aus dieser Zeit stammen die bis heute erhaltenen Cabordes de Besançon.
Während das 16. Jahrhundert von Prosperität geprägt war, war das 17. Jahrhundert eine Periode der Kriege und der Not. Ab 1631 beherbergte die Stadt zweimal Gaston de Bourbon, den Bruder des Königs und persönlichen Feind Richelieus. Während des zehnjährigen Kriegs, der als Teil des Dreißigjährigen Kriegs in der Franche-Comté tobte, wüteten Pest und Hungersnöte in der Region. Besançon entging mehrmals Belagerungen, trotzdem brach 1636 die Pest aus und von 1638 bis 1644 litt die Bevölkerung der Stadt an Hunger.
Ab 1651 liefen Verhandlungen über einen Tauschvertrag: Philipp IV. von Spanien sollte seine Truppen aus der Stadt Frankenthal abziehen, die nach den Bestimmungen des Westfälischen Friedens wieder an die Kurpfalz zurückfiel, dafür sollte ihn das Heilige Römische Reich mit der Stadt Besançon entschädigen. Die Bisontiner stimmten diesem Vorhaben erst 1664 zu. Um eine neue Vogtei zu gründen, mussten 100 Dörfer der Stadt zugeschlagen werden. Für eine zehnjährige Periode verlor Besançon somit den Status einer Reichsstadt und wurde spanischer Besitz. Der Frieden blieb jedoch nur von kurzer Dauer: Am 8. Februar 1668 marschierte die Armee des Grand Condé in Besançon ein, nachdem die lokalen Behörden kapituliert hatten. Bereits am 9. Juni mussten die Franzosen jedoch als Bedingung des Aachener Friedens wieder abziehen. Noch im gleichen Sommer wurden Befestigungsarbeiten in Angriff genommen: Der Grundstein für die Zitadelle wurde am 29. September 1668 gelegt und auf der anderen Seite der Stadt wurden um Charmont umfangreiche Arbeiten durchgeführt.

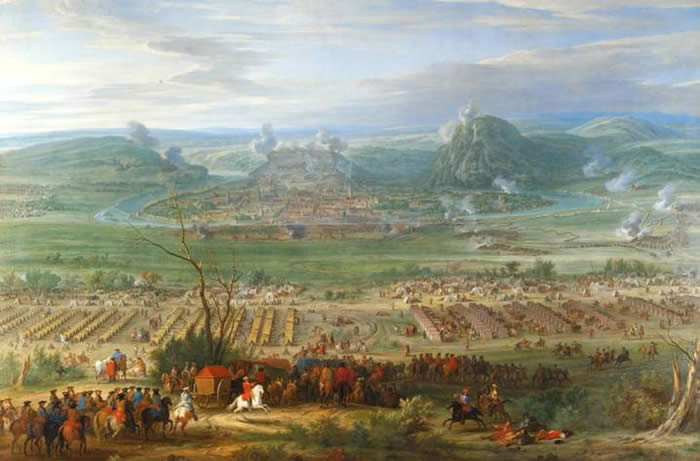
Einnahme von Besançon im Jahr 1674

Am 26. April 1674 marschierte eine Streitmacht des Fürsten von Condé, die 15.000–20.000 Mann zählte und von Vauban unterstützt wurde, vor Besançon auf, um es zu belagern und einzunehmen. Um eine schnelle Eroberung der Stadt zu erzwingen, ließ Vauban in der Nacht eine große Artillerie aus 36 Kanonen auf den Mont Chaudanne tragen. Nach einer 27-tägigen Belagerung, der König Ludwig XIV. auf dem Château de Marnay beiwohnte ebenso wie Louvois, fiel die Festung am 22. Mai in die Hände der Belagerer. Besançon wurde in der Folge mit den Patenten vom 1. Oktober 1677 auf Kosten Doles zur Hauptstadt der Franche-Comté erhoben. Schritt für Schritt wurden zahlreiche Behörden wie die Militärregierung, die Wirtschaftsverwaltung, das Parlament oder die Universität in Besançon angesiedelt. Der am 10. August 1678 unterschriebene Friede von Nimwegen gliederte die Stadt und ihr Umland endgültig Frankreich an.
Ludwig XIV. entschied sich, Besançon zu einem Bollwerk seiner Ostverteidigung auszubauen und übertrug Vauban die Aufgabe, die notwendigen Bauarbeiten vorzunehmen. Somit wurde die Zitadelle zwischen 1674 und 1688 komplett umgebaut, 1689–1695 folgten weitere Befestigungen und ab 1680 wurden zahlreiche Kasernen errichtet. Der Bau der Festung war so teuer, dass Ludwig XIV. gefragt haben soll, ob die Mauern etwa aus Gold seien.
Im 18. Jahrhundert erlebte die Franche-Comté dank fähiger Verwalter eine Periode des Wohlstands, in der die Bevölkerung Besançons von 14.000 auf 32.000 Einwohner wuchs und prachtvolle Gebäude entstanden.
Als Ergebnis der Französischen Revolution verlor Besançon seinen Status als Sitz des Erzbischofs und als Hauptstadt. Es war nunmehr nichts weiter als ein Hauptort eines Departements, von dem man die landwirtschaftlich produktivsten Gebiete – jene im Unterland – abgetrennt hatte. Die Bevölkerung, die vor der Revolution etwa 32.000 Einwohner betragen hatte, ging auf 25.328 Menschen im Jahr 1793 zurück, um sich bis 1800 leicht auf 28.423 Einwohner zu erholen. In der gleichen Zeit siedelte sich jedoch die Uhrenindustrie in der Stadt an: 1793 gründete eine Gruppe Schweizer Uhrmacher um Laurent Mégevand, der wegen seiner politischen Aktivitäten aus der Schweiz ausgewiesen worden war, eine Uhrenmanufaktur in Besançon. Obwohl ein Teil der Bevölkerung Besançons dem Uhrmacherhandwerk nicht freundlich gesinnt war, wurden 1794/95 14.700 Uhren hergestellt, 1802/03 waren es schon 21.400.

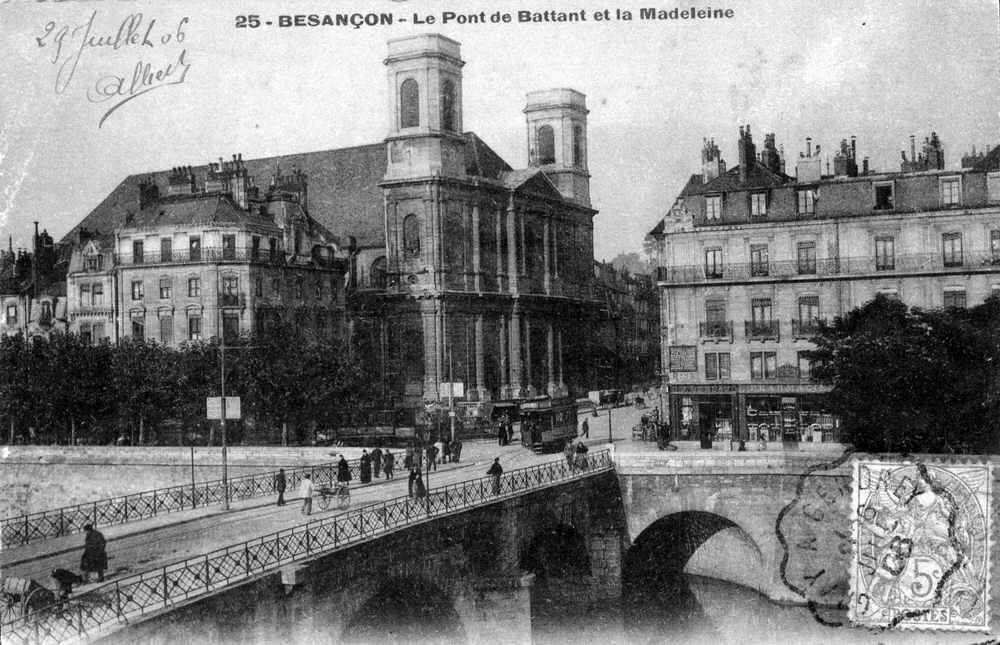
Pont Battant und Kirche La Madeleine (1906)

Während der Dritten Republik erlebte Besançon eine Stagnation, auch die Bevölkerungszahl schwankte für mehrere Jahrzehnte um 55.000. Unabhängig davon entwickelte sich die Uhrenindustrie, deren Produktion auf 395.000 Uhren 1872 und 501.602 im Jahre 1883 stieg. 1880 stammten 90 % der in Frankreich hergestellten Uhren aus Besançon, wo 5000 Uhrmachermeister und 10.000 Akkordarbeiter in dieser Branche beschäftigt waren. Der Druck der Schweizer Konkurrenz stürzte die Besançoner Uhrenherstellung in eine Krise, von der sich der Sektor zu Beginn des 20. Jahrhunderts jedoch wieder erholte: 1900 wurden 635.980 Uhren hergestellt, bis 1910 sank die Zahl der Beschäftigten auf etwa 3000. Parallel dazu entwickelten sich andere Wirtschaftszweige wie das Brauereigewerbe (mit Gangloff als bekanntestem Betrieb der Branche), die Papierherstellung und die Metallverarbeitung. Am dynamischsten entwickelte sich jedoch die Textilindustrie, nachdem Hilaire de Chardonnet ein Verfahren zur Herstellung künstlicher Seide entwickelt und der Stadt erlaubt hatte, dieses Verfahren in einer Fabrik anzuwenden, die 1891 in Prés-de-Vaux eröffnet wurde. Von Juni bis Oktober 1860 wurde auf der Place Labourey (die heutige Place de la Révolution) die Internationale Ausstellung 1860 abgehalten, um einerseits die Uhrmacherei, andererseits das lokale Kunsthandwerk zu fördern. Am Ende des 19. Jahrhunderts wurde aus Besançon auch ein Badeort: 1890 wird die Compagnie des Bains Salins de la Mouillère gegründet, und der Tourismus entwickelte sich um die Marke Besançon-les-Bains, womit ein Thermalbad, ein Hotel, ein Casino, ein Kursaal und 1896 ein Fremdenverkehrsverein entstanden. Im Jahre 1910 wurde Besançon vom bis heute schlimmsten Hochwasser getroffen.

### Zweiter Weltkrieg
Im Zweiten Weltkrieg marschierte die deutsche Armee am 16. Juni 1940 in Besançon ein, obwohl das französische Militär alle Brücken vor dem anrückenden Feind gesprengt hatte. Besançon wurde damit Teil des für deutsche Besiedlung vorgesehenen Frankreich, wobei die Demarkationslinie nur 30 km westlich der Stadt verlief. Im Falle eines deutschen Sieges im Zweiten Weltkrieg wäre Besançon Teil des Deutschen Reichs geworden. Bis zum Bombenangriff durch die britische Luftwaffe in der Nacht vom 15. zum 16. Juli 1943, bei dem ein Bomber auf den Bahnhof stürzte und 50 Tote und 40 Schwerverletzte zu beklagen waren, war die Stadt von größeren Zerstörungen verschont geblieben. Die Résistance organisierte sich in Besançon relativ spät: die ersten Attentate wurden im Frühjahr 1942 durchgeführt. Die Deutschen antworteten mit Verhaftungen, und am 26. September 1943 wurden in der Zitadelle von Besançon 16 Mitglieder der Résistance hingerichtet, 83 weitere erlitten später das gleiche Schicksal. Am 6. September 1944 wurde Besançon von der amerikanischen 3. und 45. Infanteriedivision, die in der Provence gelandet waren, eingenommen. Das 6. Korps der amerikanischen Armee marschierte nach viertägigem Kampf am 8. September 1944 in Besançon ein. General Charles de Gaulle besuchte die befreite Stadt am 23. September 1944. Zu den bekanntesten Mitgliedern der Résistance in Besançon zählten Gabriel Plançon, Jean und Pierre Chaffanjon, Henri Fertet, die Brüder Mercier, Raymond Tourrain, Marcelle Baverez, Henri Mathey und der Pater Robert Bourgeois.

### Nachkriegszeit
Nach dem Ende des Kriegs erlebte Besançon wie ganz Frankreich einen starken Wirtschaftsaufschwung. Die Bevölkerung wuchs besonders stark, sie nahm zwischen 1954 und 1962 um 38,5 % zu, was nur durch Grenoble und Caen übertroffen wurde. Die Infrastruktur konnte mit dieser Entwicklung nur mit Verzögerung mithalten: 1970 wurde die Bahnverbindung nach Paris elektrifiziert, der Rhein-Rhône-Kanal ab 1975 ausgebaut und erst 1978 bekam Besançon einen Autobahnanschluss. Die Idee, einen Flughafen in La Vèze zu bauen, wurde nicht umgesetzt.
Die Uhrenindustrie blieb zunächst dominierend, verlor jedoch an Bedeutung auf Kosten dynamischerer Wirtschaftszweige wie der Textil-, Bau- oder Nahrungsmittelindustrie. 1954 waren noch 50 % der Industriearbeitsplätze in der Uhrmacherei, dieser Anteil sank bis 1962 jedoch auf 35 %. Im Jahre 1962 hatten drei Unternehmen mehr als 1000 Angestellte: die Uhrenhersteller Lip und Kelton-Timex sowie der Textilhersteller Rhodiacéta. Besançon blieb jedoch das Zentrum der Uhrmacherei in Frankreich, da sich hier Unternehmenssitze sowie Forschungs- und Entwicklungsabteilungen befanden. Die Textilindustrie erlebte gleichzeitig einen Aufschwung: Rhodiacéta hatte 1966 3.300 Mitarbeiter und der Familienbetrieb Weil hatte 1965 1.500 Mitarbeiter, er war Frankreichs führender Hersteller von Männerbekleidung.
Angesichts dieses exponentiellen Wachstums und insbesondere der Wohnraumknappheit entschied die Stadtverwaltung, ab 1952 die Wohnviertel Montrapon-Fontaine-Écu und Palente-Orchamps, und ab 1960 die drei 408 genannten Gebäude, die diesen Namen nach der Anzahl der Wohnungen erhielten, zu errichten. Diese Viertel wurden vorrangig von Industriearbeitern bewohnt. Bereits sehr schnell wurden die Schwächen dieses Modells sichtbar und zwischen 1961 und 1963 mussten die Anlagen modernisiert und ausgebaut werden. Parallel dazu richtete man die Neubauviertel Planoise, die beiden Industriegebiete Palente und Trépillot sowie den Campus Bouloie ein. Auch wurden drei Verbindungsstraßen gebaut, um den Verkehr zu beschleunigen. Mit einem Dekret vom 2. Juni 1960, das Regionen einrichtete, wurde Besançon Regionshauptstadt.

### Krise und Neuausrichtung
Die Ölkrise von 1973 war für Besançon das Ende des Aufschwungs und der Beginn einer wirtschaftlich schwierigen Zeit. Diese Krise wird am besten durch die Lip-Affäre symbolisiert, die bis heute nachwirkt: der Uhrenhersteller Lip musste im Frühling 1973 einen Entlassungsplan vorlegen, der einen Arbeitskampf basierend auf Selbstverwaltung und solidarischer Ökonomie sowie eine Welle der Solidarität mit sich zog, die in einem Demonstrationszug von 100.000 Personen in einer sonst menschenleeren Stadt gipfelte. Nach zwischenzeitlicher Wiederaufnahme des Betriebs musste das Unternehmen 1977 schließlich endgültig Konkurs anmelden. In den frühen achtziger Jahren schloss das Werk von Rhodiacéta und kurz danach jenes von Kelton-Timex. In den 1990er Jahren verlagerte der Textilhersteller Weil seine Produktion und reduzierte seine Belegschaft drastisch. Somit gingen innerhalb von 20 Jahren etwa 10.000 Arbeitsplätze in der Stadt verloren. Seitdem hat in Besançon eine Umstrukturierung von der Industrie- auf die Dienstleistungsökonomie stattgefunden, was durch die Dezentralisierungspolitik, die Frankreich seit 1982 verfolgt, gefördert wurde. Das Know-how, das Besançon sich in zwei Jahrhunderten Uhrenmanufaktur aufgebaut hat, konnte erfolgreich dazu genutzt werden, in Bereichen wie Mikrotechnologie, Präzisionsmechanik und Nanotechnologie international führend zu werden. Die hohe Lebensqualität, das Kulturerbe und die verkehrstechnisch günstige Lage haben weiterhin zu einem neuerlichen Wirtschaftsaufschwung beigetragen.

#### Stadtviertel Planoise
Wie viele Stadtviertel, die in den 1960er Jahren schnell gebaut wurden mit Hochhäusern, um viele Menschen unterzubringen, entwickelte sich Planoise zu einem Problemviertel (Quartier sensible). Es zogen hauptsächlich benachteiligte Bevölkerungsschichten zu, die Arbeitslosigkeit war hoch, die Kriminalität, speziell Drogenhandel, ebenfalls. Im Juni 2023 kam es nach dem Tod von Nahel Merzouk zu schweren Unruhen, Autos, Geschäfte und öffentliche Einrichtungen gingen in Flammen auf. Die Regierung beschloss, dass Planoise eines von drei Stadtvierteln in Frankreich werden sollte, die Teil des Plans forces d'action républicaine (republikanische Aktionskräfte) werden. Polizisten, Richter und Sozialarbeiter sollen zusammenarbeiten, um die Lebenssituation der Bewohner zu verbessern.

## Bevölkerung
Die Stadt Besançon hatte per 1. Januar 2021 119.198 Einwohner und war damit auf dem 33. Rang der größten Städte Frankreichs. Seit dem Jahr 1975, als die Bevölkerungszahl der Stadt mit 120.315 ihr Maximum erreicht hatte, ist sie somit leicht geschrumpft. Verglichen mit anderen französischen Regionalhauptstädten ist Besançon eine eher kleine Stadt. Ihr Ballungsraum, in dem 283.127 Einwohner leben, ist jedoch der größte der Franche-Comté, vor den Ballungsräumen um die Städte Montbéliard (179.231 Einwohner) und Belfort (131.313 Einwohner). Seit dem Jahr 1793 wurden in der Stadt regelmäßig Volkszählungen durchgeführt.
| Jahr                       | 1946   | 1954   | 1962   | 1968    | 1975    | 1982    | 1990    | 1999    | 2010    | 2021    |
| -------------------------- | ------ | ------ | ------ | ------- | ------- | ------- | ------- | ------- | ------- | ------- |
| Einwohner                  | 63.508 | 73.445 | 95.642 | 113.220 | 120.315 | 113.283 | 113.828 | 117.733 | 116.914 | 119.198 |
| Quellen: Cassini und INSEE |        |        |        |         |         |         |         |         |         |         |

## Politik

### Bürgermeister
| - 1848–1849: Henri Baigue (Parti radical) - 1906–1912: Alexandre Grosjean (Parti radical) - 1901–1906: Antoine Saillard - 1919–1925: Charles Krug (Parti radical) - 1925–1939: Charles Siffert (Parti radical) - 1939–1940: Henri Bugnet (Parti radical) - 1940–1940: Louis Theron - 1940–1944: Henri Bugnet (Parti radical) | - 1944–1945: Louis Charles Maitre - 1945–1947: Jean Minjoz (SFIO) - 1947–1950: Henri Bugnet (Parti radical) - 1950–1953: Henri Regnier (RPF) - 1953–1977: Jean Minjoz (SFIO, PS) - 1977–2001: Robert Schwint (PS) - 2001–2020: Jean-Louis Fousseret (PS) - seit 2020: Anne Vignot (Die Grünen) |

### Gemeinderat
Dem Rat der Stadt Besançon gehören derzeit 55 Mitglieder an.
Die Wahl zum Gemeinderat vom 28. Juni 2020 führte zu folgendem Ergebnis:
| Partei/Liste              | Prozent | Sitze |
| ------------------------- | ------- | ----- |
| Anne Vignot (EELV-PS-PCF) | 43,8    | 40    |
| Ludovic Fagaut (LR)       | 41,6    | 11    |
| Éric Alauzet (LREM)       | 14,6    | 4     |

### Wappen
Beschreibung: Auf Gold ein schwarzer Adler (ehemals freie Reichsstadt, daher der Reichsadler), in seinen Klauen beiderseits eine rote Säule haltend.

### Städtepartnerschaften

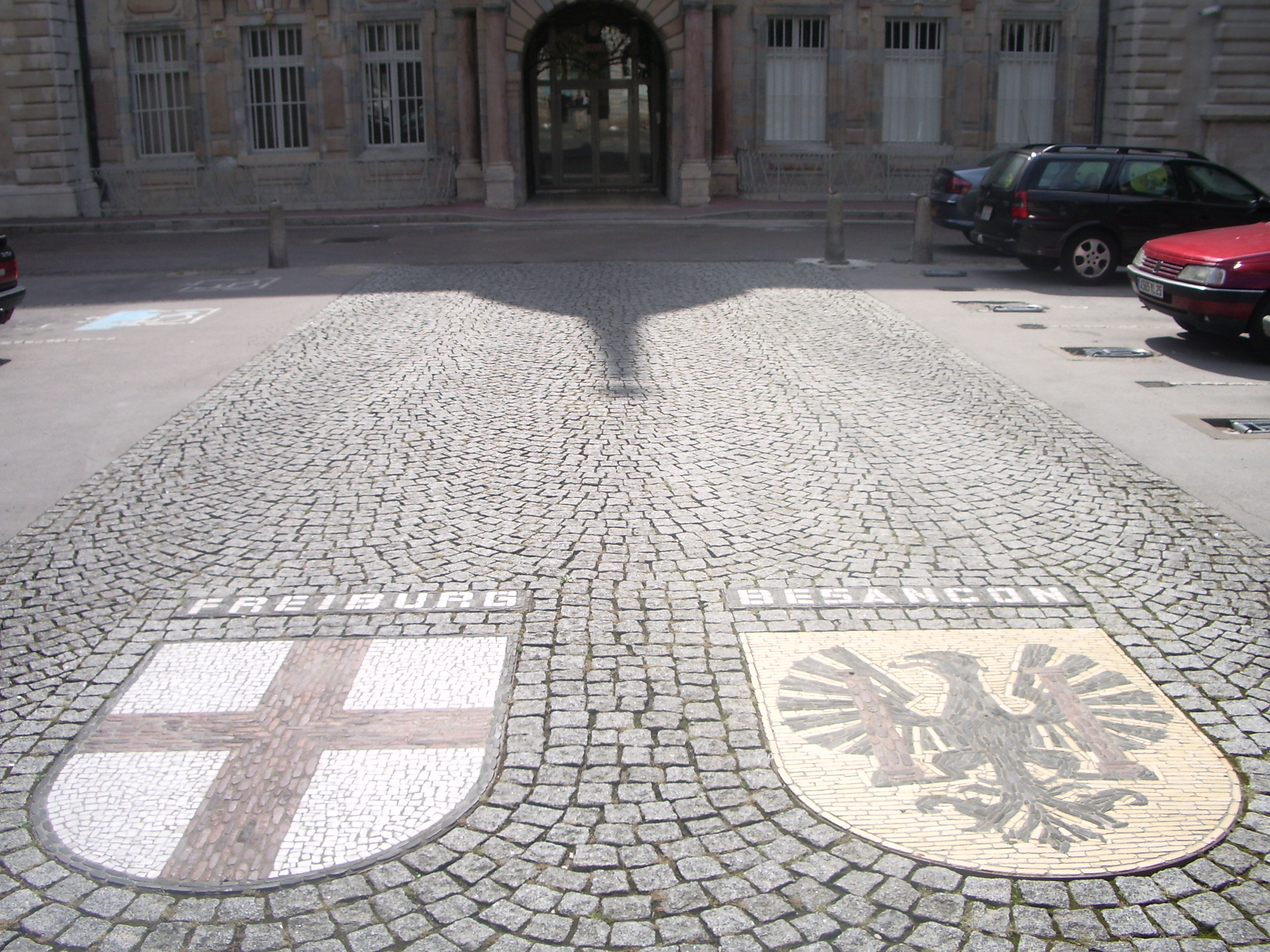
Wappen von Freiburg und Besançon

- Huddersfield (Vereinigtes Königreich), seit 1955/1995
- Freiburg im Breisgau (Deutschland), seit 1959
- Chadera (Israel), seit 1964
- Pavia (Italien), seit 1964
- Neuchâtel (Schweiz), seit 1975
- Douroula (Burkina Faso), seit 1985
- Kuopio (Finnland), seit 1986
- Bistrița (Rumänien), seit 1990
- Man (Elfenbeinküste), seit 1991
- Bielsko-Biała (Polen), seit 1993
- Twer (Russland), seit 1996
- Aqabat Jabr  (Palästinensische Autonomiegebiete), seit 2004
- Charlottesville (Vereinigte Staaten), seit 2006

## Wirtschaft und Infrastruktur

### Verkehr

Verkehrswege im Raum Besançon

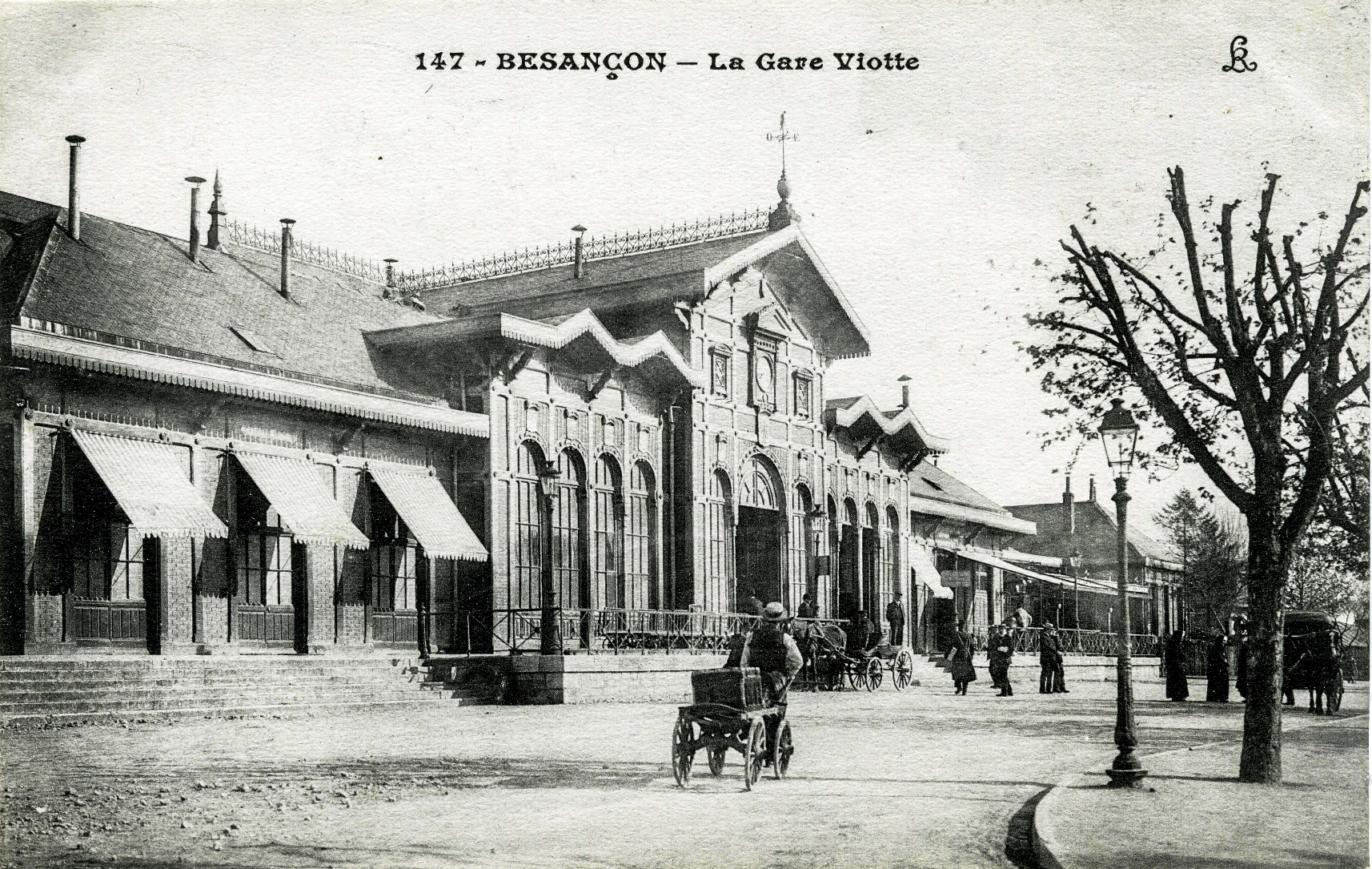
Ehemaliges Empfangsgebäude des Bahnhofs Besançon-Viotte, 1943 zerstört

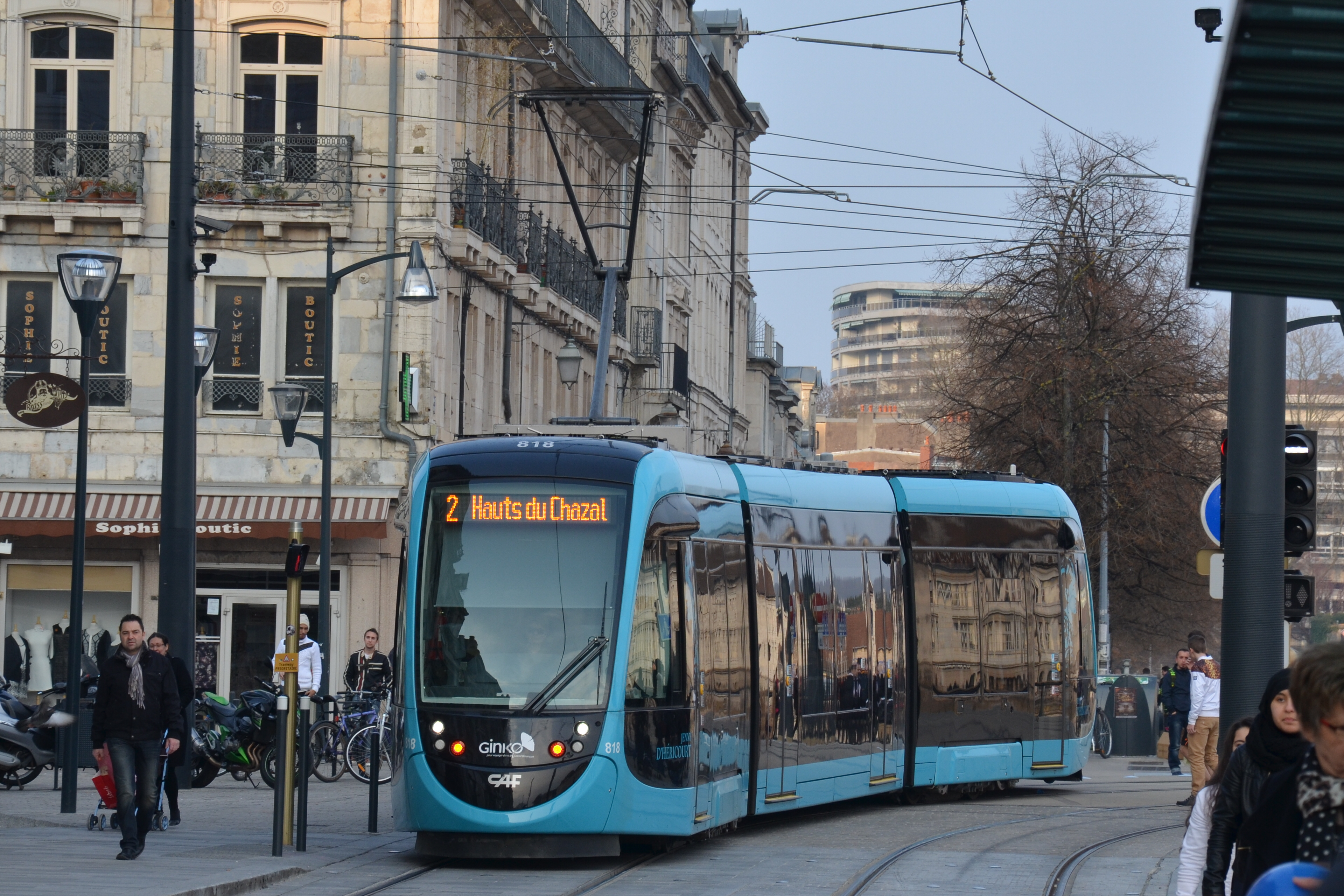
Straßenbahnzug auf dem Quai Veïl Picard in der westlichen Innenstadt

In der Antike lag Besançon auf einer Römerstraße, die ab dem Mittelalter Via Francigena genannt wurde. Neben Besançon verlief sie durch Calais, Reims, Lausanne und Aosta; sie war Teil einer Route, die Rom mit der Nordsee verband.
Heute wird der Verkehr wie in den meisten europäischen Städten auch durch das Auto bestimmt und der Straßenverkehr nimmt ständig zu. Mit der Autobahn A36 (La Comtoise) Dole–Belfort, die nördlich am Raum Besançon vorbeiführt, ist die Stadt an das französische und ausländische Autobahnnetz angeschlossen. Die Nationalstraße N 57 verbindet Besançon mit Metz, Nancy und der Schweiz, die N 83 mit den bedeutenden Städten Lyon und Straßburg. Es werden seit langem Versuche unternommen, das Stadtzentrum verkehrstechnisch durch eine Umgehungsstraße zu entlasten. Der Nordostabschnitt (Voie des Montboucons) ist seit 2003 fertiggestellt, der Südwestabschnitt (Voie des Mercureaux) wurde am 11. Juli 2011 für den Verkehr freigegeben.
Der Stadtbahnhof Besançon-Viotte an der Eisenbahnstrecke Dole–Besançon–Belfort ist der bedeutendste Eisenbahnknoten in der Franche-Comté. Dort enden die Bahnstrecken Bourg-en-Bresse–Besançon und La Chaux-de-Fonds–Le Locle–Besançon sowie die teilweise stillgelegte Strecke Vesoul–Devecey–Besançon. Letztere wurde teilweise reaktiviert und dient nun als Zubringer zum neuen Bahnhof Besançon Franche-Comté TGV. TER-Züge bieten von Viotte und dem Bahnhof Besançon-la Mouillère Verbindungen nach Belfort, Montbéliard, Dole, Dijon, Morteau, Lons-le-Saunier, Bourg-en-Bresse und in die Schweiz. Das alte Empfangsgebäude des Bahnhofs Viotte wurde 1943 bei einem Bombenangriff zerstört.
Die Bahnanbindung wurde durch die Eröffnung der LGV Rhin-Rhône am 11. Dezember 2011 stark aufgewertet. TGV-Hochgeschwindigkeitszüge verbinden seitdem den außerhalb der Stadt gelegenen Bahnhof Besançon Franche-Comté TGV – und seltener den Bahnhof Besançon-Viotte nahe dem Zentrum – mit Paris (Fahrzeit 2 Stunden), Lyon (1:55 Stunden) und Straßburg (1:30 Stunden). Auch mit anderen großen Städten wie Zürich, Frankfurt am Main, Lille oder Marseille sind durch die Eröffnung dieser Schnellfahrstrecke Direktverbindungen möglich geworden. Die West- und Südabschnitte dieser Strecke (zwischen Genlis und der LGV Sud-Est bzw. zwischen Dole und Bourg-en-Bresse) sind in Planung und sollten bis etwa 2020 in Betrieb gehen.
Der Rhein-Rhône-Kanal, der Besançon einschließlich einer Tunnelstrecke durchzieht, kann von Booten der Freycinet-Klasse befahren werden. Der Tunnel schneidet die Schleife um Besançon ab, er wurde 1878–1882 erbaut und ist 390 m lang. Ein Ausbau dieses Wasserwegs, der auch die kommerzielle Nutzung erlauben würde, wurde 1997 verworfen, wenngleich dieses Vorhaben zuweilen neu diskutiert wird. Der Luftverkehr ist in Besançon ebenso wenig bedeutend: es befinden sich zwei Flugplätze in den Nachbargemeinden der Stadt, nämlich das Aérodrome de Besançon-La Vèze und das Aérodrome de Besançon-Thise. Die nächstgelegenen Flughäfen sind Genf, Lyon und Basel.
Der Stadtverkehr wird u. a. mit Bussen betrieben: Das Ginko genannte Netz des Unternehmens Veolia Transdev besteht aus 19 Stadt- und 30 Regionallinien. Ein Viertel der Flotte wird aus Umweltschutzgründen mit Erdgas angetrieben. Die alte Straßenbahn Besançon wurde 1952 eingestellt, eine neue Linie ging am 30. August 2014 in Betrieb. Besançon war Vorreiter bei der Einrichtung einer Fußgängerzone (1974). Seit 2007 existiert ein kostenloses Fahrradverleihsystem namens VéloCité und seit 2010 ein Carsharing-Angebot (Auto’cité).
Der Stadtverkehr in Besançon ist ab Juli 2025 an Samstagen für alle kostenlos. Kinder bis zu 14 Jahren werden ab Juli 2025 generell kostenlos befördert.

### Wirtschaft
In Besançon eröffnete Hilaire de Chardonnet 1889 die erste kommerzielle Kunstseide-Spinnfabrik, deren Produkte aus Kollodium gezogen und gesponnen wurden. Diese Erfindung entstand als Antwort auf die verheerende Seidenraupen-Pest auf den Maulbeeren-Plantagen der Region Lyon, seinerzeit Zentrum der französischen Seidenraupen-Zucht.
Die vorrangigen Wirtschaftszweige sind heute die Mikrotechnologie und die Uhrenindustrie. Daneben bestehen Textil- und metallverarbeitende Betriebe. Die Gegend um Besançon ist für ihre Milchprodukte bekannt, insbesondere Käse (Comté und Morbier). In Besançon befindet sich ein großes Werk, in welchem wichtige Komponenten des Hochgeschwindigkeitszuges TGV hergestellt werden.

### Medien
- France 3 Bourgogne – Franche-Comté: TV
- L’Est Républicain: Zeitung

### Bildung und Forschung
Die Universität der Franche-Comté mit Hauptsitz in Besançon hat rund 21.000 Studenten.
Daneben gibt es in der Stadt fünf Gymnasien, elf weitere Oberschulen und 39 Grundschulen.

## Religionen

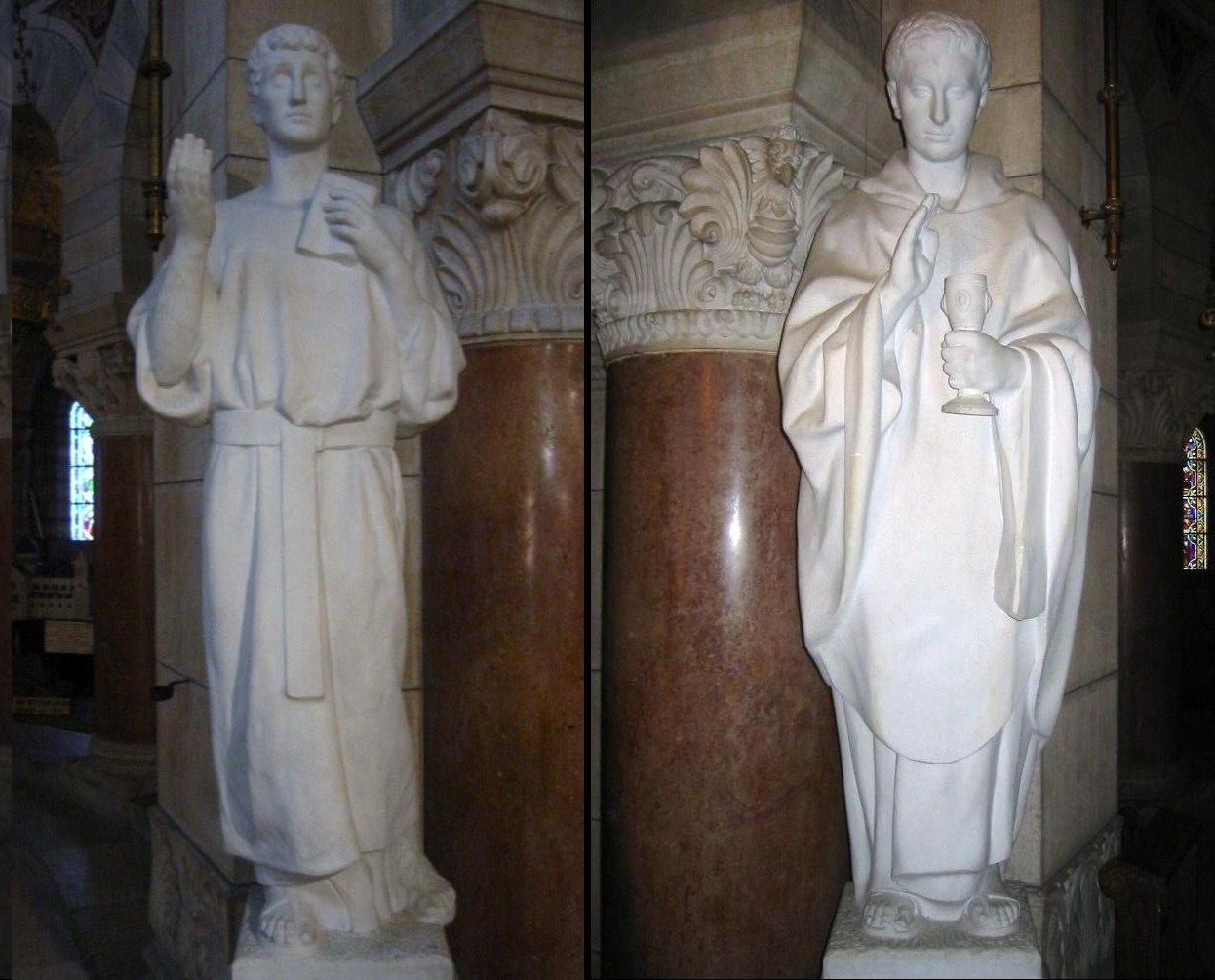
Statuen der Heiligen Ferreolus und Ferrutio in der Basilika Saint-Ferjeux von Besançon

Das Christentum ist die bedeutendste Religion der Stadt. Es wurde ab dem dritten Jahrhundert von den Heiligen Ferreolus und Ferrutio in der Region eingeführt, auch wenn diese Sichtweise nicht unumstritten ist. Nachdem die zwei Prediger gefoltert und enthauptet worden waren, erbaute man mit der heutigen Kathedrale von Besançon die erste Kirche. Danach entstanden im Laufe der Zeit zahlreiche weitere Kirchen, bis die Reform und die Trennung von Staat und Religion die Allmacht der katholischen Kirche in der Franche-Comté brach. Ab 1793 begannen die Protestanten, die man 1575 vertrieben hatte, sich als Uhrmacher erneut in Besançon anzusiedeln. Die Stadt widmete ihnen 1793 die Chapelle du Refuge im Hôpital Saint-Jacques, 1803 den Friedhof Champs Bruley und 1805 die Kapelle Couvent des Capucins (später zerstört). Die protestantische Hauptkirche ist heute die 1842 geweihte Chapelle du Saint-Esprit. Im 20. Jahrhundert kamen mit den orthodoxen protestantischen Kirchen diverser Strömungen, den Zeugen Jehovas oder den Mormonen zahlreiche andere christliche Gruppierungen in die Stadt. Die katholische Kirche leidet heute unter geringen Besucherzahlen in ihren Kirchen, bleibt jedoch die Konfession mit der größten Bekennerschaft unter den Bisontinern.
Gemessen an der Anzahl der Gläubigen ist der Islam die zweitwichtigste Religion in Besançon: man schätzt den Anteil der Muslime an der Bevölkerung auf 13 % oder 15.000 Personen. Der Islam kam ab den 1870er Jahren in die Region, als Soldaten aus den französischen Kolonien an der östlichen Grenze Frankreichs stationiert wurden, um in den Kriegen gegen Deutschland zu kämpfen. Sie blieben bis nach dem Zweiten Weltkrieg. Ab den 1960er Jahren setzte die eigentliche Immigration aus Nordafrika ein, die Zuwanderer bauten nach und nach eine eigene Religionsgemeinschaft auf. Am Ende der 1990er Jahre wurde mit der Mosquée Sunna de Besançon die erste Moschee eingeweiht, zu der mittlerweile einige weitere Gebetshäuser gekommen sind.

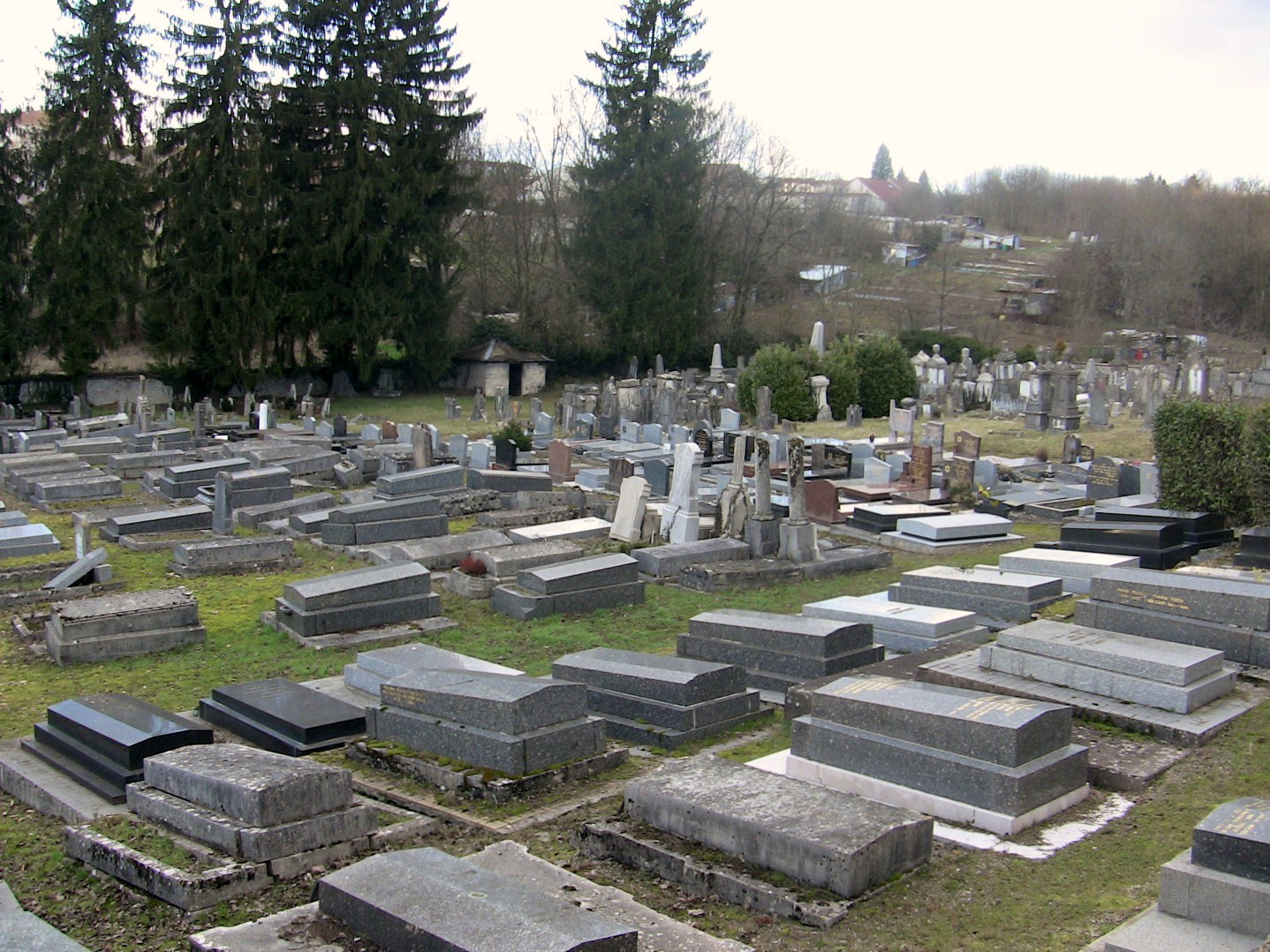
Jüdischer Friedhof

Mit Einwanderern aus Asien ist in den 1970er Jahren auch der Buddhismus nach Besançon gekommen. In den 1980er Jahren kam sogar ein kambodschanischer Bonze jährlich, um Zeremonien abzuhalten und die Gläubigen anzuleiten. Ein buddhistisches Zentrum wurde gegründet, um in Planoise eine Pagode aufzubauen. Wenngleich viele religiöse Vereinigungen der Buddhisten existieren, ist diese Religion in der Franche-Comté ein Minderheitenphänomen geblieben.

### Geschichte der Juden
Im Jahr 1393 findet man den ersten Nachweis für Juden in Besançon: 12 Familien lebten in der Stadt in der Rue des Juifs im heutigen Stadtteil Battant. Ein Jahr später vertrieb der französische König Karl VI. die Juden aus Frankreich, auch Herzog Philipp der Kühne von Burgund untersagte den Juden den Aufenthalt. Besançon als Reichsstadt des Heiligen Römischen Reiches war zunächst davon nicht betroffen, der Druck auf die Juden wurde aber größer und 1465 erlosch die jüdische Gemeinde, die Stadt verkaufte den jüdischen Friedhof. 1693 findet man in den Archiven der Stadt einen Erlass, der den jüdischen Händlern den Zutritt für maximal drei Tage gestattete. 1736 durften sich drei jüdische Händler aus Metz acht Tage in der Stadt aufhalten. 1754 durfte sich der Seidenhändler Vidal einige Monate in der Stadt aufhalten und 1768 erhielt der Edelsteinschleifer Salomon Sax die Erlaubnis, sich in der Stadt niederzulassen und sein Handwerk auszuüben, er durfte aber keinen Handel treiben. 1790, also nach der Revolution, ließ der Bürgermeister Antoine Melchior Nodier zwei Juden ausweisen.
Am 27. September 1791 erhielten die Juden in Frankreich das Bürgerrecht, unter gewissen Bedingungen. In der Folge brachen Unruhen im Elsass aus, mehrere jüdische Familien flohen nach Besançon. 1792 ersucht die jüdische Gemeinde die Stadt um die Erlaubnis, eine Synagoge einrichten zu dürfen. Sie durften sich in der ehemaligen Abtei der Cordeliers versammeln. Während der Terrorherrschaft mussten sie ihre Synagoge schließen, wie alle anderen Gotteshäuser in Frankreich. 1808 wurden die jüdischen Gemeinden in Frankreich im Zuge der Gleichberechtigung in Konsistorien organisiert. Zunächst gehörte Besançon zum Konsistorium von Nancy, ab 1857 zu Lyon und 1881 wurde das Konsistorium Doubs et Jura in Besançon gegründet. Der erste Großrabbiner war Jacques Auscher aus Saint-Etienne. Die bestehende Synagoge war schon vorher zu klein für die Gemeinde von 120 Familien mit ca. 650 Mitgliedern, es wurde beschlossen, eine größere Synagoge zu bauen. 1867 begann der Bau, 1869 war die Einweihung. Der Staat hatte einen Zuschuss von 10.000 Francs bezahlt, die Gesamtkosten beliefen sich auf ca. 150.000 Francs. Die Synagoge im maurischen Stil steht heute noch am Quai de Strasbourg. Nach der Annexion des Elsass durch Deutschland 1871 zogen viele Juden, die nicht unter deutscher Herrschaft leben wollten, aus dem Elsass nach Besançon. Anfang des 20. Jahrhunderts lebten 170 jüdische Familien in Besançon.
Die jüdische Gemeinschaft nahm an den Kämpfen des Ersten Weltkriegs teil, im Zweiten Weltkrieg wurde sie Opfer des Holocaust. Durch die Einwanderung speziell aus Nordafrika hat die jüdische Gemeinschaft wieder Kraft gewonnen, die Gottesdienste in der Synagoge werden heute nach sephardischem Ritus abgehalten.

## Kultur und Freizeit

### Sehenswürdigkeiten

#### Architektonisches Erbe aus der Antike

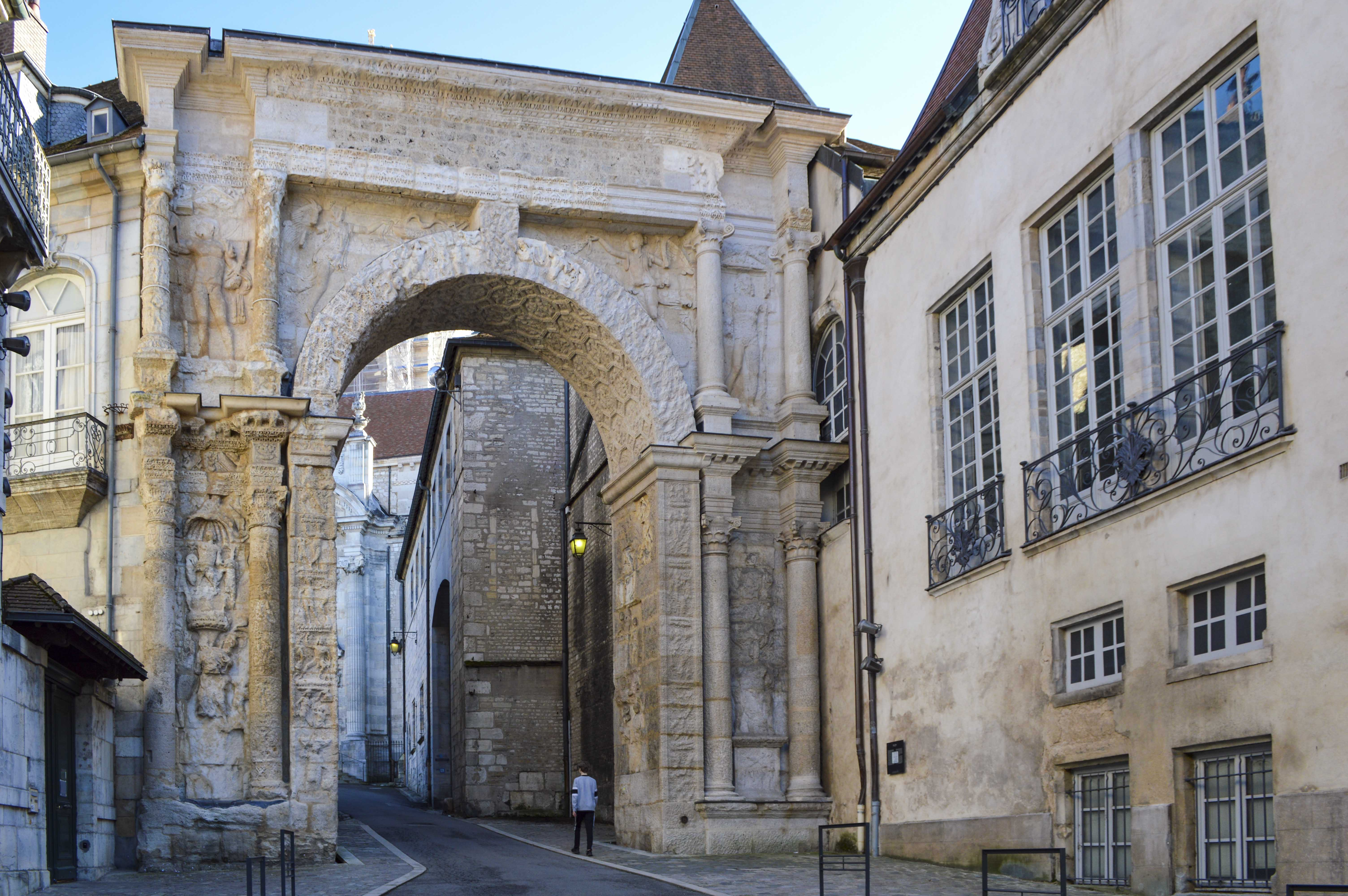
Ehrenbogen Porte Noire

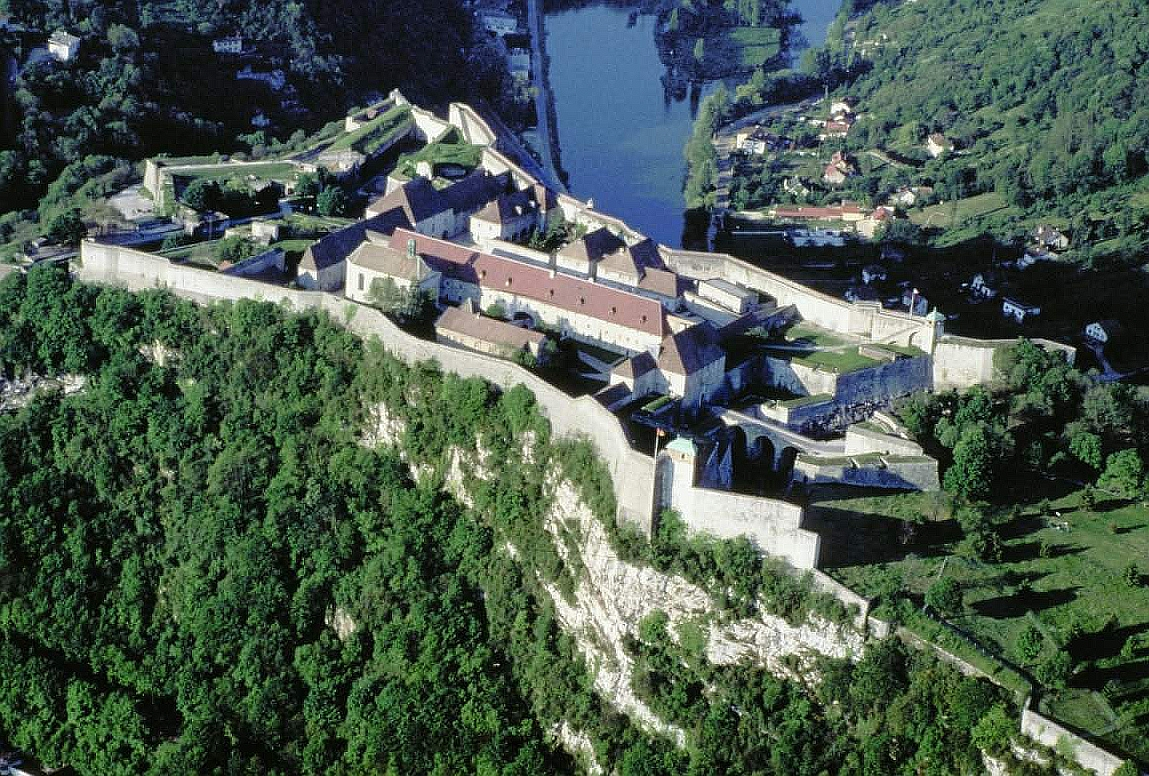
Zitadelle

Im Altertum war Besançon als Vesontia eine wichtige Stadt des durch die Römer eroberten Gallien. In ihr errichtete man monumentale Gebäude, von denen sich einige erhalten haben. Archäologische Zufallsfunde in Baugruben fördern häufig neue Fundstücke aus dieser Epoche zutage.
Das bekannteste und am besten erhaltene Gebäude aus der Römerzeit ist die Porte Noire, ein gallisch-römischer Triumphbogen, der unter Marc Aurel im heutigen Viertel Saint-Jean erbaut wurde. Sie wurde Anfang des 21. Jahrhunderts einer langwierigen und aufwendigen Restaurierung unterzogen, nachdem ihr der Zahn der Zeit und die Umweltverschmutzung zugesetzt hatten. Genau gegenüber der Porte Noire befindet sich der Square Castan, ein Ensemble von archäologischen Fundstücken aus dem 2. oder 3. Jahrhundert, das von acht korinthischen Säulen überragt wird.
Auf der anderen Seite des Doubs, im Viertel Battant, sind die Spuren des Amphitheaters von Vesontio sichtbar. Es sind heute jedoch nur mehr einige Sitzstufen und Grundmauern erhalten, da die Steine im Mittelalter für den Bau anderer Gebäude verwendet wurden. In Besançon wurden auch Spuren von zwei Römerhäusern im früheren Wohnviertel von Vesontio gefunden: das Domus du Palais de Justice und das Domus du collège Lumière, deren Mosaiken auf den Fundorten selbst sowie im Musée des beaux-arts et d’archéologie de Besançon ausgestellt sind. Ausgrabungsfunde an weniger prominenter Stelle sind zum Beispiel antike Fundamente in der Tiefgarage des Conseil régional de Franche-Comté.

#### Militärisches Architekturerbe

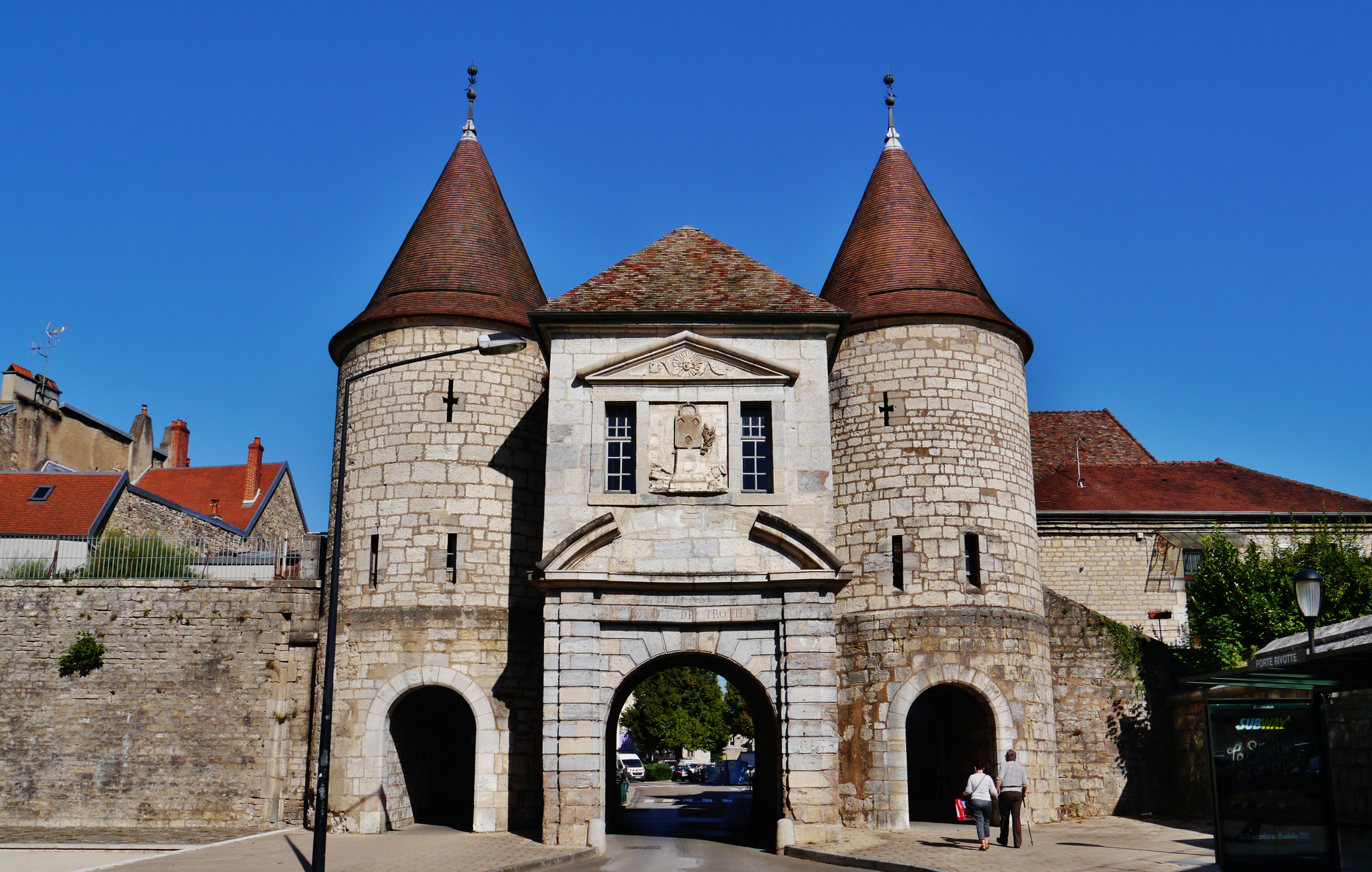
Porte Rivotte

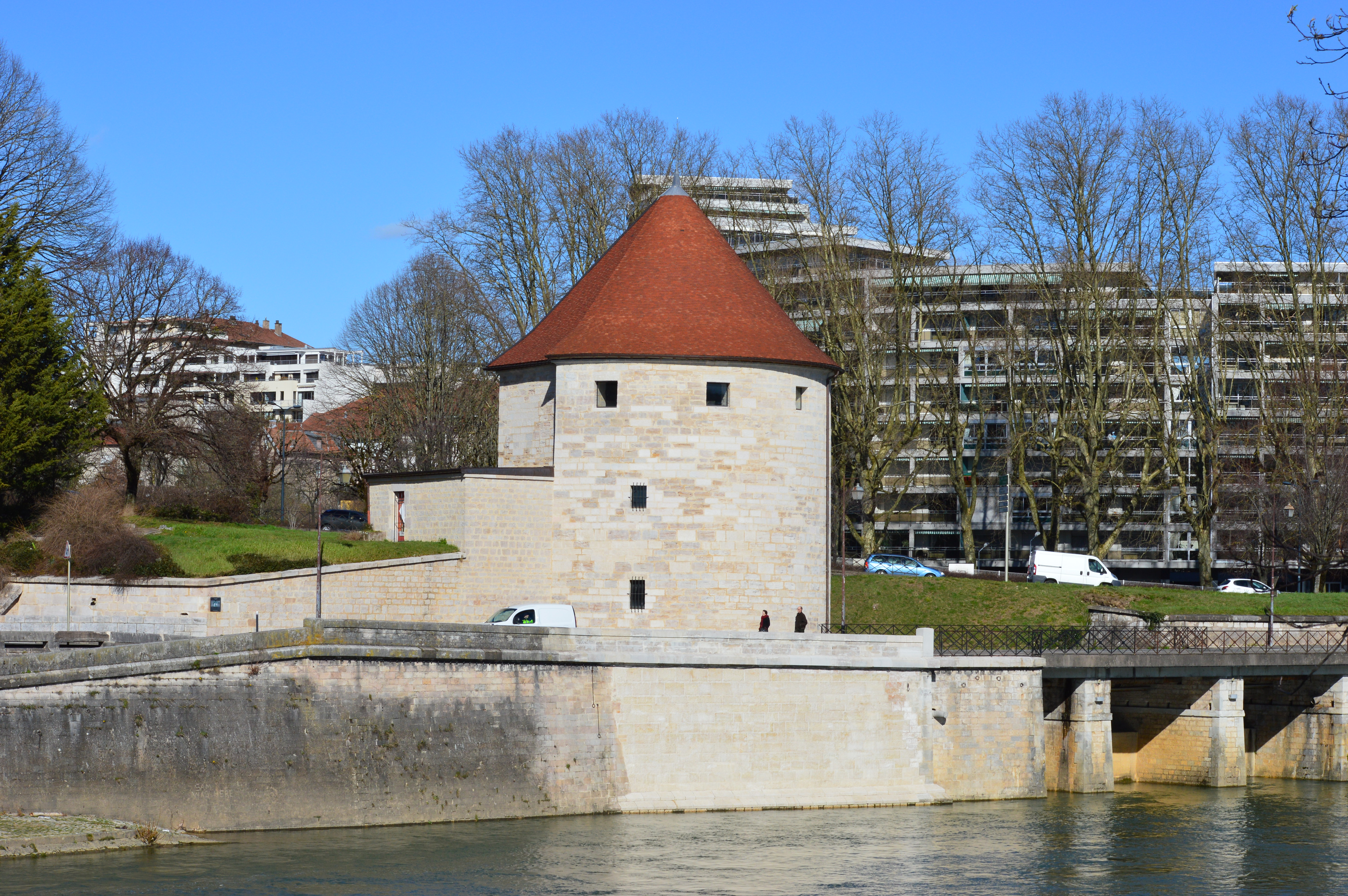
Tour de la Pelote

Der Großteil des heutigen Befestigungssystems (Zitadelle, Stadtmauernauswahl, Bastionen und dem FG) ist das Werk von Vauban. Mit diesem Ensemble ist Besançon auf der Liste des Weltkulturerbes der UNESCO vertreten. Auch Anlagen aus der Zeit vor Vaubans Wirken haben bis heute überdauert. Die Befestigungen auf den anderen Hügeln wurden im 19. Jahrhundert gebaut.
Die Zitadelle von Besançon wurde nach Plänen von Vauban zwischen 1678 und 1771 verwirklicht. Mit 250.000 Besuchern jährlich ist sie der meistbesuchte Ort der Franche-Comté. Sie erstreckt sich über 11 Hektar auf dem Gipfel des Mont Saint-Étienne auf einer Höhe von 330–370 m über dem Meeresspiegel und dominiert die auf 240–250 m liegende Mäanderschlaufe des Doubs. Sie beherbergt heute das Museum der Resistance und der Deportation, ein Museum über das Leben in der Franche-Comté, das regionale Archäologiebüro und einen Zoo. Sie ist das Wahrzeichen Besançons. Das Fort Griffon, das den Namen seines Erbauers, des italienischen Architekten Jean Griffoni, der 1595 mit den Bauarbeiten betraut wurde, erhielt, dient als zweite Zitadelle. Sie wurde durch Vauban von Grund auf umgebaut und von der Armee 1947 verkauft. Es hat seitdem eine Schule und das IUFM beherbergt.
Als Stadtmauer von Vauban wird das System aus Befestigungen um den Stadtteil La Boucle bezeichnet, die zwischen 1675 und 1695 neu errichtet wurden. Vauban ersetzte die mittelalterlichen, unter Karl V. reparierten und erweiterten Befestigungsanlagen durch einen Gürtel mit sechs befestigten Kanonentürmen, nämlich Tour Notre-Dame, Tour bastionnée de Chamars, Tour bastionnée des Marais, Tour bastionnée des Cordeliers (1691 fertiggestellt), Tour bastionnée de Bregille und Tour bastionnée de Rivotte.
Es gibt auch Anlagen, die noch aus der Zeit vor der französischen Eroberung stammen. Der Tour de la Pelote, der sich im heutigen Quai de Strasbourg befindet, wurde 1546 auf Anweisung Karls V. von der Stadtregierung errichtet. Er verdankt seinen Namen Pierre Pillot, dem Herrn von Chenecey, dem das Land, auf dem der Turm gebaut wurde, gehörte. Die Porte Rivotte, die aus dem 16. Jahrhundert stammt, besteht aus zwei runden Türmen, von denen einer einen Ziergiebel mit einer Skulptur der Sonne von Ludwig XIV. hat. Die Porte Taillée, die in einen felsigen Klamm gegraben wurde, geht auf die Römer zurück. Sie liegt auf der Einfahrt zur Stadt aus Richtung der Schweiz. Oberhalb der Porte Taillée liegen ein Wachhaus und ein Spähturm, die 1546 gebaut wurden. Die Tour Carrée, die heute in der Promenade des Glacis liegt, wird auch Tour de Battant oder Tour Montmart genannt und stammt aus dem Jahre 1526.
Im 19. Jahrhundert wurden weitere Festungsanlagen gebaut, die alle Erhebungen rund um die Stadt abdecken. Das Fort de Chaudanne (offizieller Name Fort Baudrand) wurde zwischen 1837 und 1842 errichtet, das Fort de Bregille (offizieller Name Fort Morand) in den Jahren 1820 bis 1832, das Fort de Planoise (offizieller Name Fort Moncey) in den Jahren 1877–1880. Letzteres wird heute von den Compagnons d’Emmaüs genutzt. Das Fort Benoît wurde 1877 bis 1880 erbaut und das Fort de Beauregard im Jahre 1830. Das Fort Tousey und das Fort des Trois Châtels sind Lunettes d’Arçon genannte runde Türmchen mit konischen Dächern, die am Ende des 18. und zu Beginn des 19. Jahrhunderts erbaut wurden. Eine dritte Lunette d’Arçon befindet sich innerhalb der Mauern des Fort de Chaudanne, aber es wurde beim Bau des Forts am Ende des 19. Jahrhunderts beschädigt. Weiterhin sind das Fort de Rosemont (gebaut während des Kriegs 1870–1871), das Fort des Montboucons (gebaut 1877–1880) und das Fort des Justices (ab 1870) nennenswert.
Die Caserne Ruty, früher Caserne Saint-Paul genannt, besteht aus vier Gebäuden, die einen Appellplatz umschließen und aus dem 18. und 19. Jahrhundert stammen. Hier sind heute der Generalstab der 7. Panzerbrigade und der Force No. 1 der französischen Landstreitkräfte untergebracht.

#### Religiöse Gebäude
Seit dem dritten Jahrhundert und vor allem im Hochmittelalter wurden in Besançon zahlreiche Kirchen und Abteien gebaut, nachdem die Stadt Sitz eines Bistums geworden war. Höhepunkte der Bautätigkeit erlebte die Stadt im neunten Jahrhundert, als Hugo I. von Salins das Bischofsamt innehatte, und nach der Annexion durch Frankreich im Jahre 1674. Im Jahre 1842 wurde die Église du Saint-Esprit („Heilig-Geist-Kirche“) zum Zentrum der protestantischen Gemeinde, 1869 weihten die Juden ihre Synagoge ein. Seit Ende des 20. Jahrhunderts entstehen auch Moscheen in der Stadt.
Das wichtigste Bauwerk, das dem katholischen Glauben gewidmet ist, ist die St.-Johannes-Kathedrale (cathédrale Saint-Jean), ein Beispiel gotischer Architektur, das im 9., 12., und 18. Jahrhundert erbaut bzw. erweitert wurde. Sie hat zwei Absiden und beherbergt mit dem Gemälde Vierge aux Saints aus dem Jahre 1512 eines der Hauptwerke von Fra Bartolommeo. Die Kathedrale überragt das einstige Domviertel, wo im früheren Hôtel Boistouset der Sitz des Erzbistums Besançon ist. Hier befindet sich auch der alte erzbischöfliche Palast, der heute dem Rektorat der Akademie dient. Das Grand Séminaire wurde zwischen 1670 und 1695 unter Erzbischof Antoine-Pierre I. von Grammont gebaut und im 18. Jahrhundert mit der Errichtung eines Portals und dem vorgelagerten Wohngebäude fertiggestellt. Seine Kapelle besitzt eine elegante Fassade mit korinthischen Pilastern auf zwei Stockwerken. Auf ihrem Portal thront ein Tympanon mit einer Jungfrau mit Kind des Bildhauers Huguenin aus dem Jahre 1848.

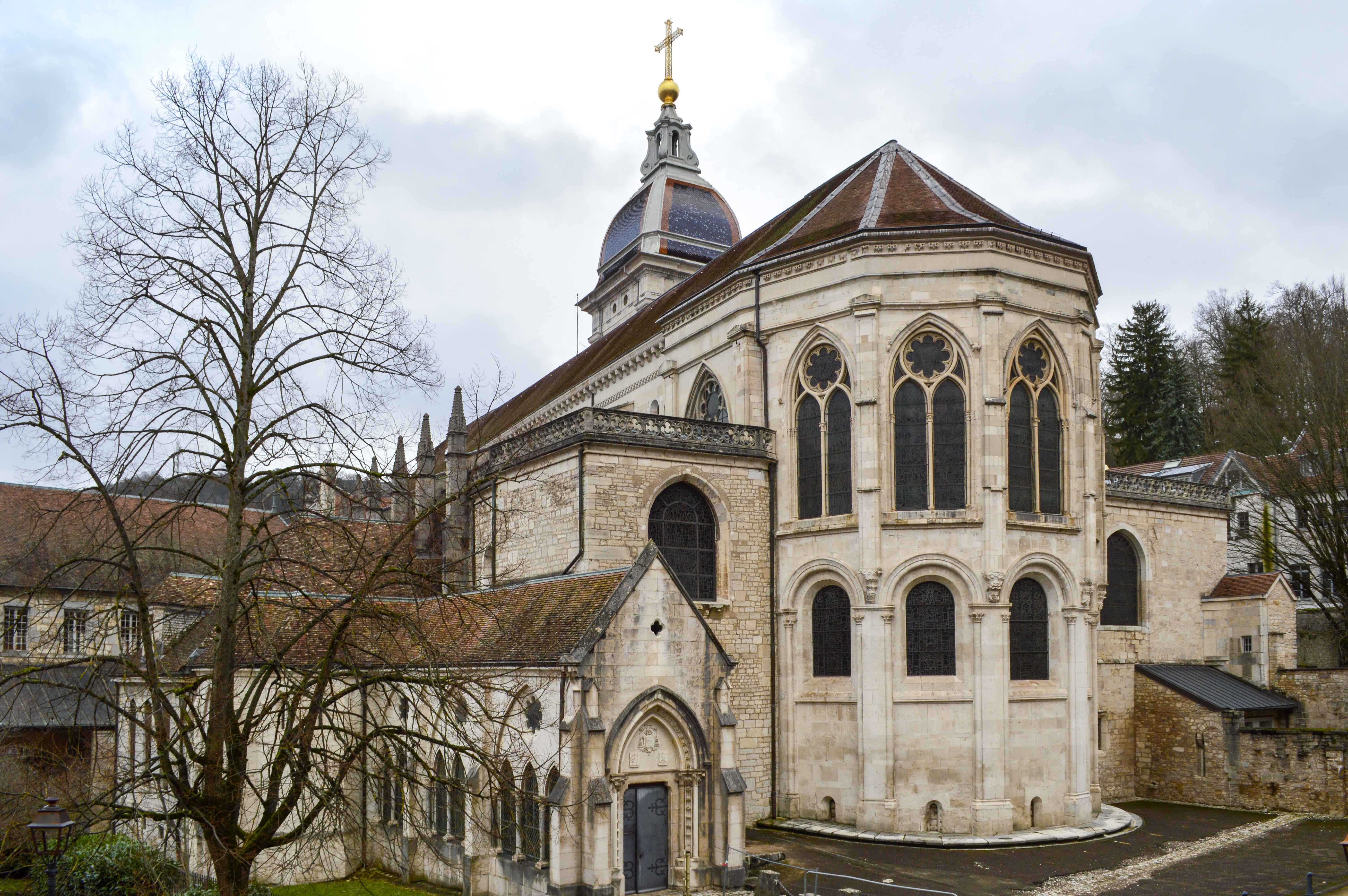
St.-Johannes-Kathedrale
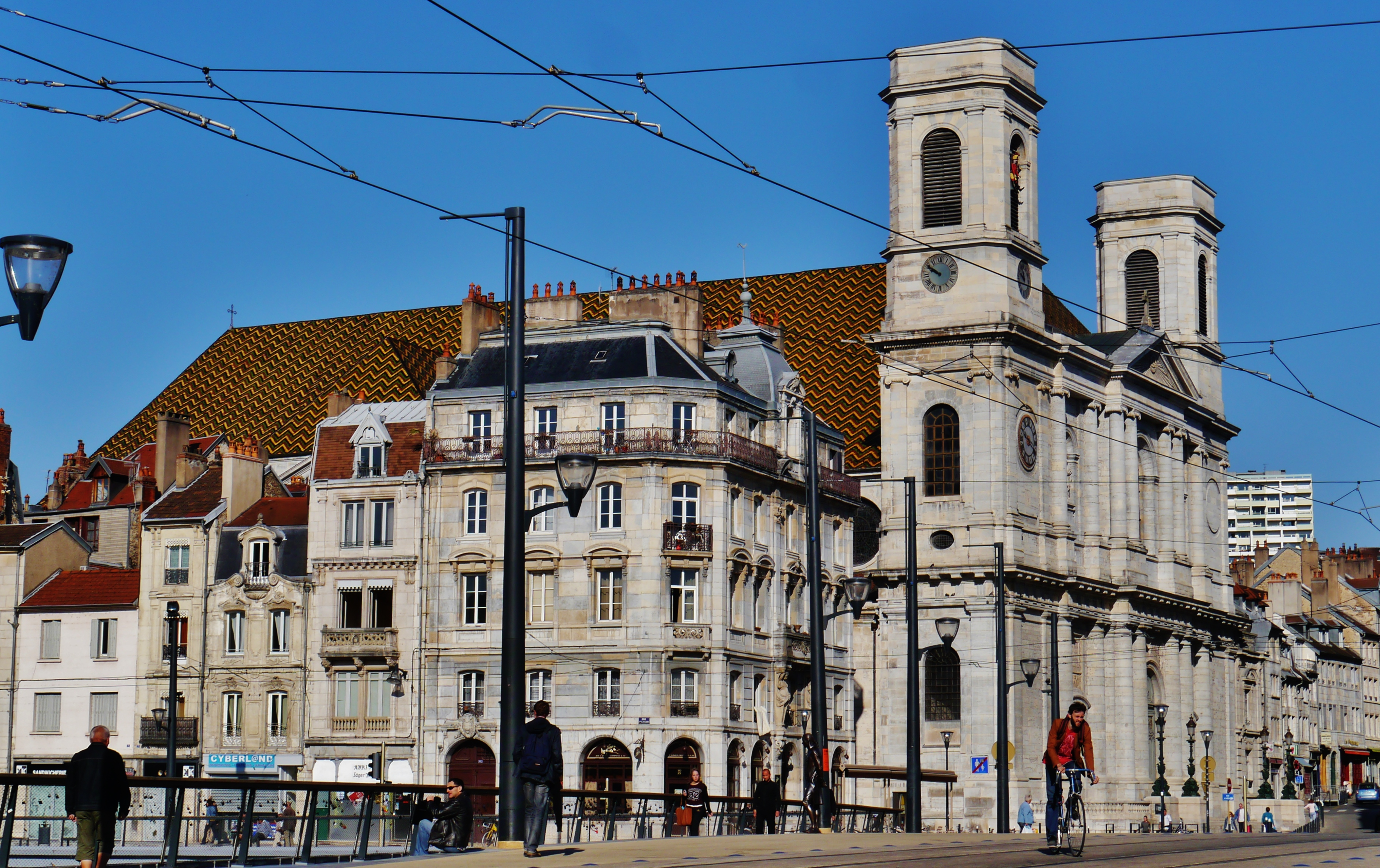
Magdalenenkirche
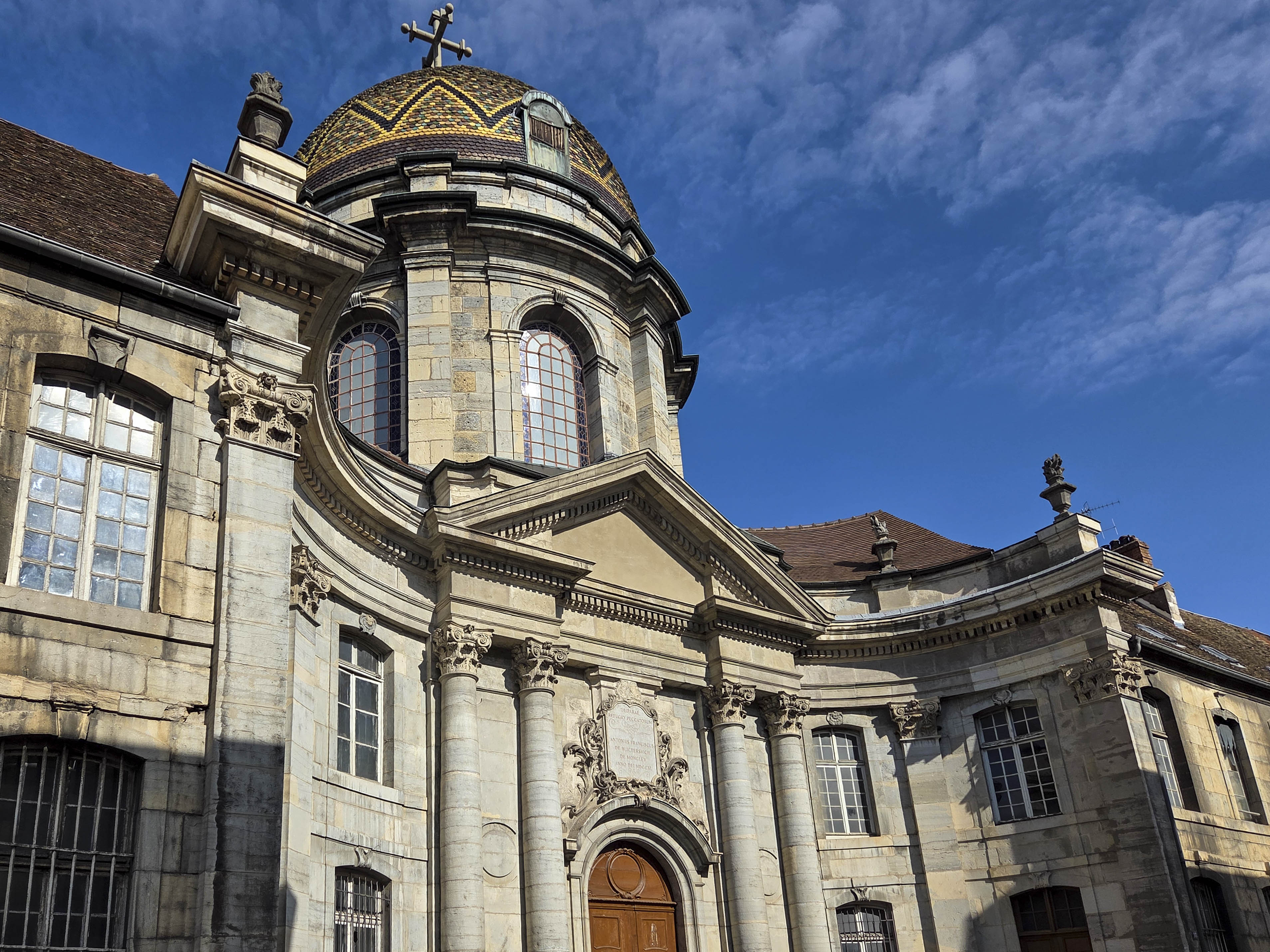
Kapelle Notre-Dame-du-Foyer
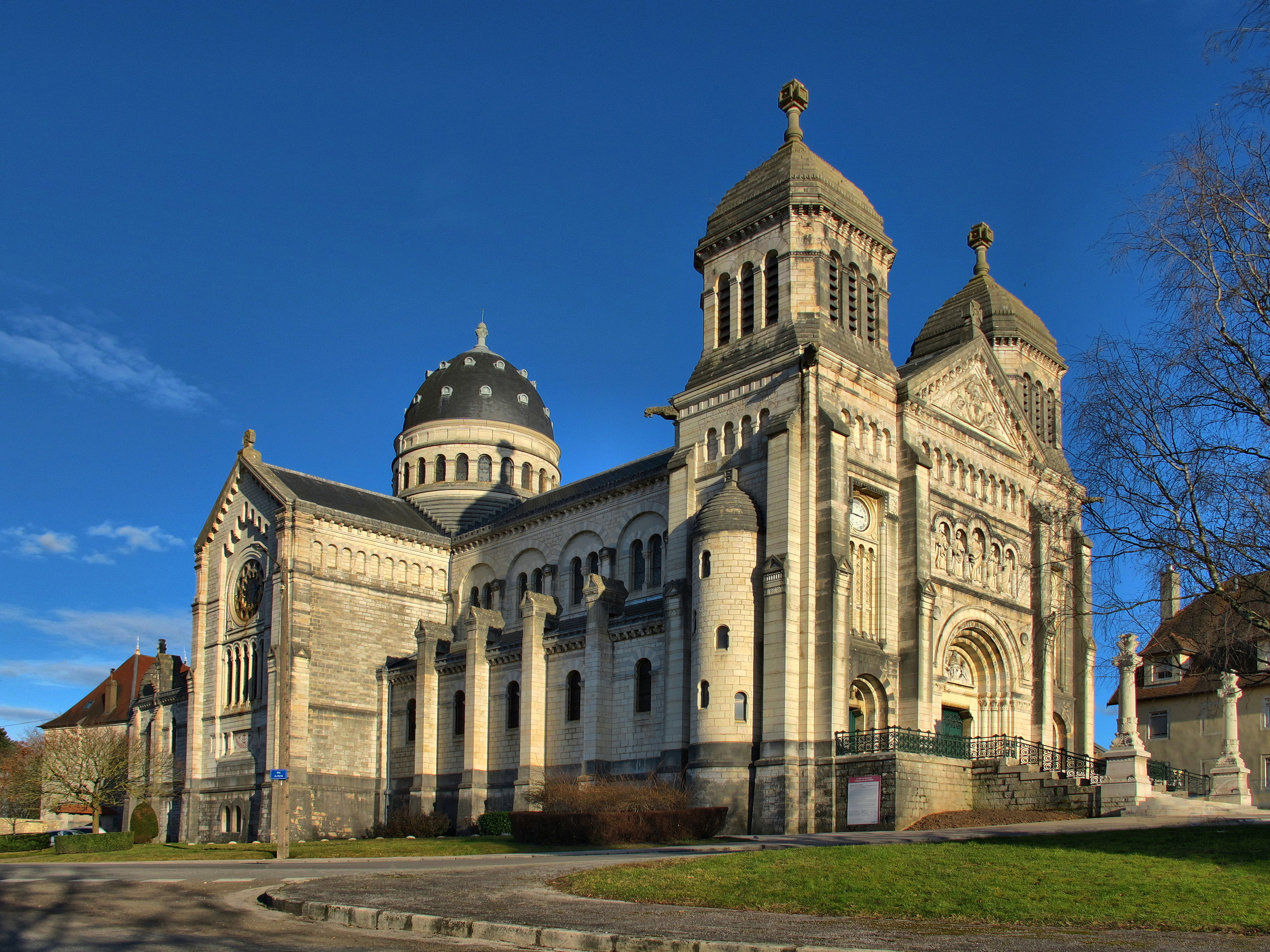
Basilika Saint-Ferjeux
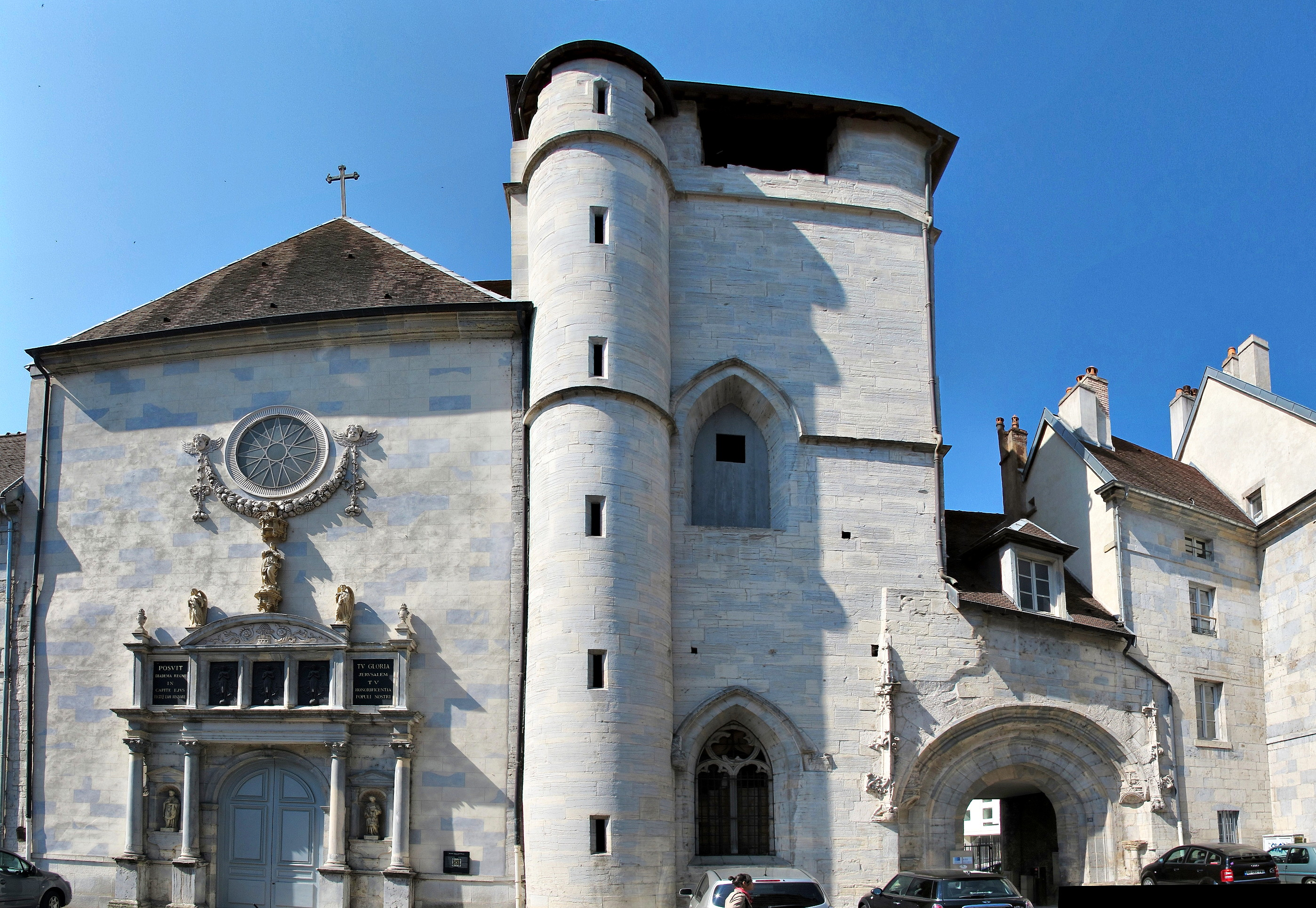
Notre-Dame Kirche

Am anderen Ende des alten Cardo und der heutigen Grande Rue befindet sich die Kirche Sainte-Madeleine. die 1746–1766 nach Plänen von Nicolas Nicole errichtet wurde. Mit dem Bau der zwei Türme von 1828 bis 1830 wurde sie endgültig fertiggestellt. Einer der beiden Türme beherbergt den berühmten Glöcknerautomaten Jacquemart. Das Dach besteht aus farbig glasierten Dachziegeln.
Im eigentlichen Stadtzentrum steht die von 1782 bis 1786 gebaute Kirche Saint-Pierre, die vom Bisontiner Architekten Claude Joseph Alexandre Bertrand geplant wurde. An ihr ist der besonders hohe Kirchturm auffällig, er diente früher dem gegenüber liegenden Rathaus als Uhrturm. Die Kirche Saint-Maurice, die im 6. Jahrhundert gegründet wurde, wurde von 1711 bis 1714 umgebaut und mit einer Fassade im jesuitischen Stil, auf der ein Glockenspiel thront, versehen. Die Église Notre-Dame entspricht der ehemaligen Benediktinerabtei Saint-Vincent, die im 11. Jahrhundert gegründet wurde. Sie wurde während des ersten Kaiserreichs zur Pfarrkirche Notre-Dame gemacht. Ihre Fassade wurde 1720 vom Architekten Jean-Pierre Gazelot entworfen. Ihr großes Eingangsportal sowie der Glockenturm stammen aber aus dem 16. Jahrhundert. Heute wird sie von der geisteswissenschaftlichen Fakultät benutzt. Die Église Saint-François-Xavier wurde als alte Kapelle des Jesuitenkollegs zwischen 1680 und 1688 erbaut. Sie hat einen Grundriss in der Form eines lateinischen Kreuzes, das von kleinen Seitenkapellen umgeben ist. Im Jahre 1975 wurde sie geschlossen. Die Abtei Saint-Paul war die Kirche der alten im Jahr 628 von Donatus gegründeten Abtei. Sie wurde im 14. und 15. Jahrhundert umgebaut und hat ein schönes gotisches Kirchenschiff. Die Kapelle Notre-Dame-du-Foyer, die 1739–1745 von Nicolas Nicole errichtet wurde, war früher die Kapelle des Couvent du Refuge, bis sie 1802 an das Krankenhaus Hôpital Saint-Jacques angegliedert wurde.
Außerhalb des historischen Stadtzentrums liegen zwei katholische Kirchen von Bedeutung. Die Basilika Saint-Ferjeux wurde in römisch-byzantinischem Stil auf der Höhle der Schutzpatrone Besançons, Ferreolus und Ferrutio, erbaut. Die Notre-Dame des Buis stammt aus dem 19. Jahrhundert und liegt auf 491 m Höhe oberhalb der Stadt.

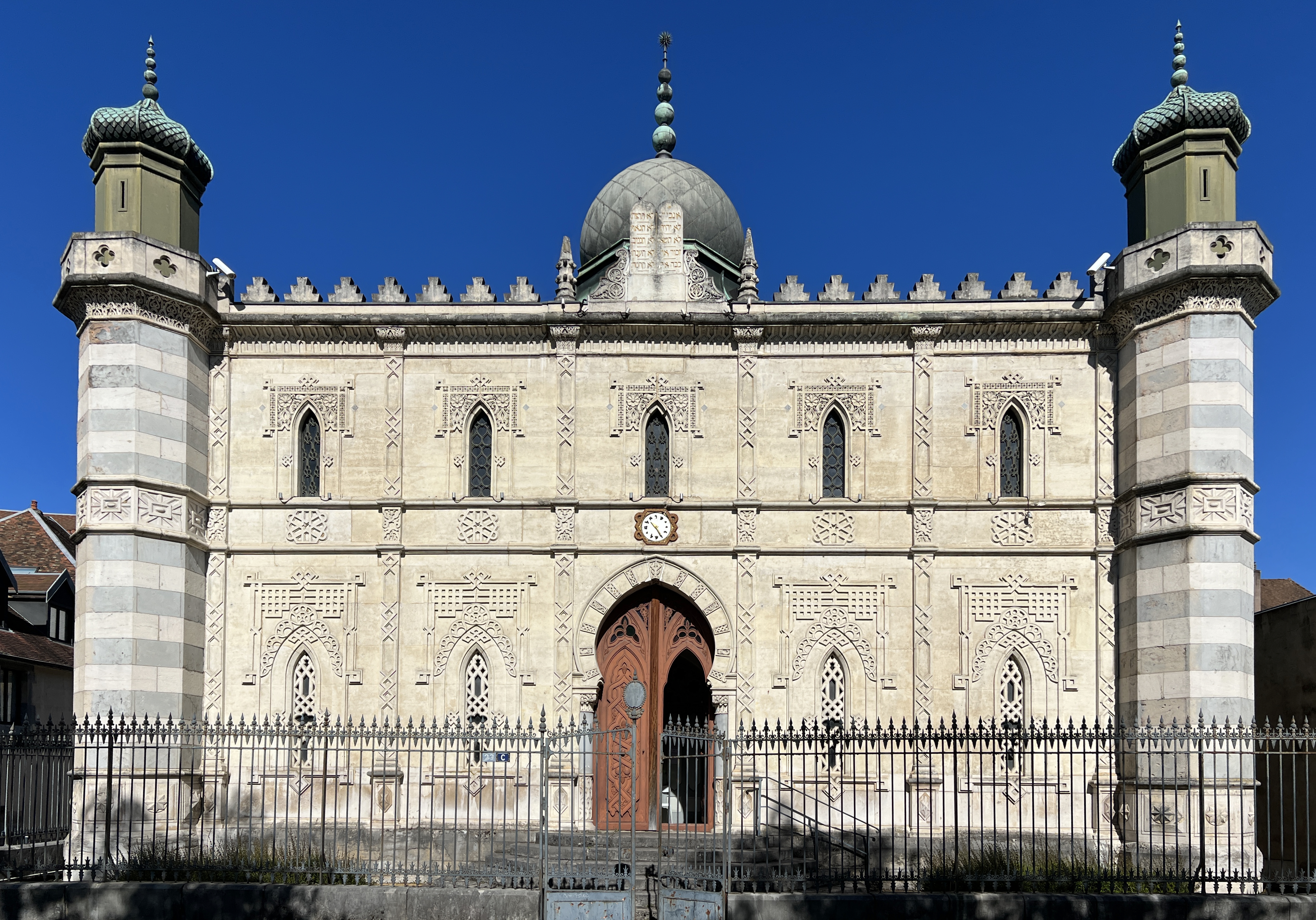
Synagoge

Der protestantischen Gemeinde wurde im Jahre 1842 das alte Hospice du Saint-Esprit, der heutige Temple du Saint-Esprit, geweiht. Es handelt sich um ein gotisches Gebäude aus dem 13. Jahrhundert, dem im 15. Jahrhundert eine Kapelle hinzugefügt wurde, dessen Kirchturm aber im Zuge der Französischen Revolution zerstört wurde. Von Bedeutung ist seine Galerie mit Holzschnitzereien eines unbekannten Künstlers. Sein neogotisches Portal wurde 1841 vom Architekten Alphonse Delacroix anstelle der alten Vorhalle errichtet.
Die jüdische Gemeinde, die in der Mitte des 19. Jahrhunderts in Besançon aufblühte, ließ von 1869 bis 1871 die Synagoge nach Plänen von Pierre Marnotte errichten. Das Gebäude wurde 1984 zum Monument historique erklärt und ist für seinen maurischen Stil, der von der Alhambra in Granada inspiriert ist, bemerkenswert. Die jüngsten religiösen Gebäude in Besançon gehören zur islamischen Konfession. Die Sunna-Moschee wurde im Viertel Saint-Claude auf einem von der Stadt zur Verfügung gestellten Grundstück erbaut; die Al-Fath-Moschee steht im Bezirk Planoise.

#### Bauwerke
In Besançon stehen 184 als Monument historique klassifizierte Bauwerke (siehe auch Liste der Monuments historiques in Besançon). Wegen ihres historischen und kulturellen Erbes und ihrer einzigartigen Architektur wurde der Stadt 1986 vom französischen Kulturministerium die Auszeichnung Stadt und Land der Kunst und der Geschichte verliehen.
Die Altstadt wird von einer Schlaufe des Doubs umflossen und vom Wahrzeichen Besançons, der Zitadelle (La Citadelle), überragt. Darin befinden sich neben einem schönen Zoologischen Garten mit Noctarium, Insektarium und einem Aquarium das „Musée comptois“ (Objekte über die Traditionen der Franche-Comté), das „Musée de la Résistance et de la Déportation“ (Museum des Widerstands und der Deportation) und eine kleine Ausstellung über den französischen Baumeister Vauban. Es gibt dort auch eine Gastronomie und Souvenirläden.
Viele Hôtels particuliers aus dem 16. bis 18. Jahrhundert (siehe Hôtel d’Anvers, Hôtel de Champagney, Petit Hôtel Chassignet, Hôtel Terrier de Santans und Hôtel Boistouset) sind als schützenswerte Bauwerke klassifiziert.

#### Kurbetrieb

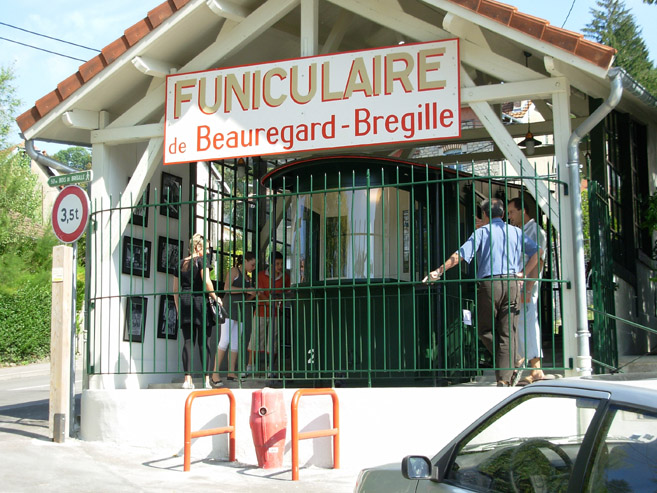
Talstation 2007

1866 wurde eine salzhaltige Quelle in Miserey nördlich von Besançon entdeckt. Eine Saline wurde 1872/73 gebaut. 1890 baute man ein Thermalbad im Stadtteil Mouillère, am rechten Ufer des Doubs. Das salzhaltige Wasser wurde über eine ca. 7 km lange Leitung hergeleitet. Im Januar 1891 wurde die Compagnie des Bains salins de la Mouillère (Gesellschaft der Salzbäder von Mouillère) gegründet. 1892 wurden die Bäder eröffnet. Besançon wurde zu Besançon-les-Bains (Bad Besançon). Neben dem Kurbetrieb wurde ein Casino-Restaurant und später ein luxuriöses Hotel du Parc gebaut.

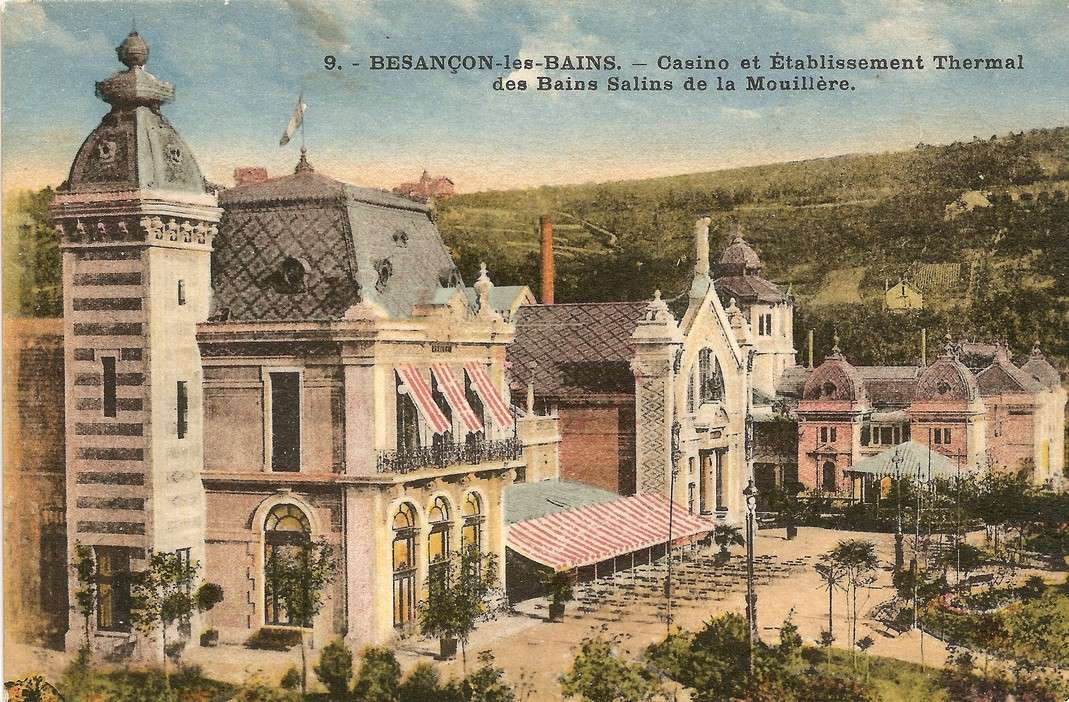
Besançon les Bains

Die Anlagen waren aber finanziell wenig erfolgreich, die Stadt musste sie subventionieren. 1933 übernahm die Stadt den Kurbetrieb. Nach dem Zweiten Weltkrieg waren umfangreiche Renovierungen notwendig. Die Stadt verpachtete die Gesellschaft an einen Privatmann. 1966 musste dieser Bankrott anmelden, und der Kurbetrieb wurde in ein Reha-Zentrum umgewandelt.

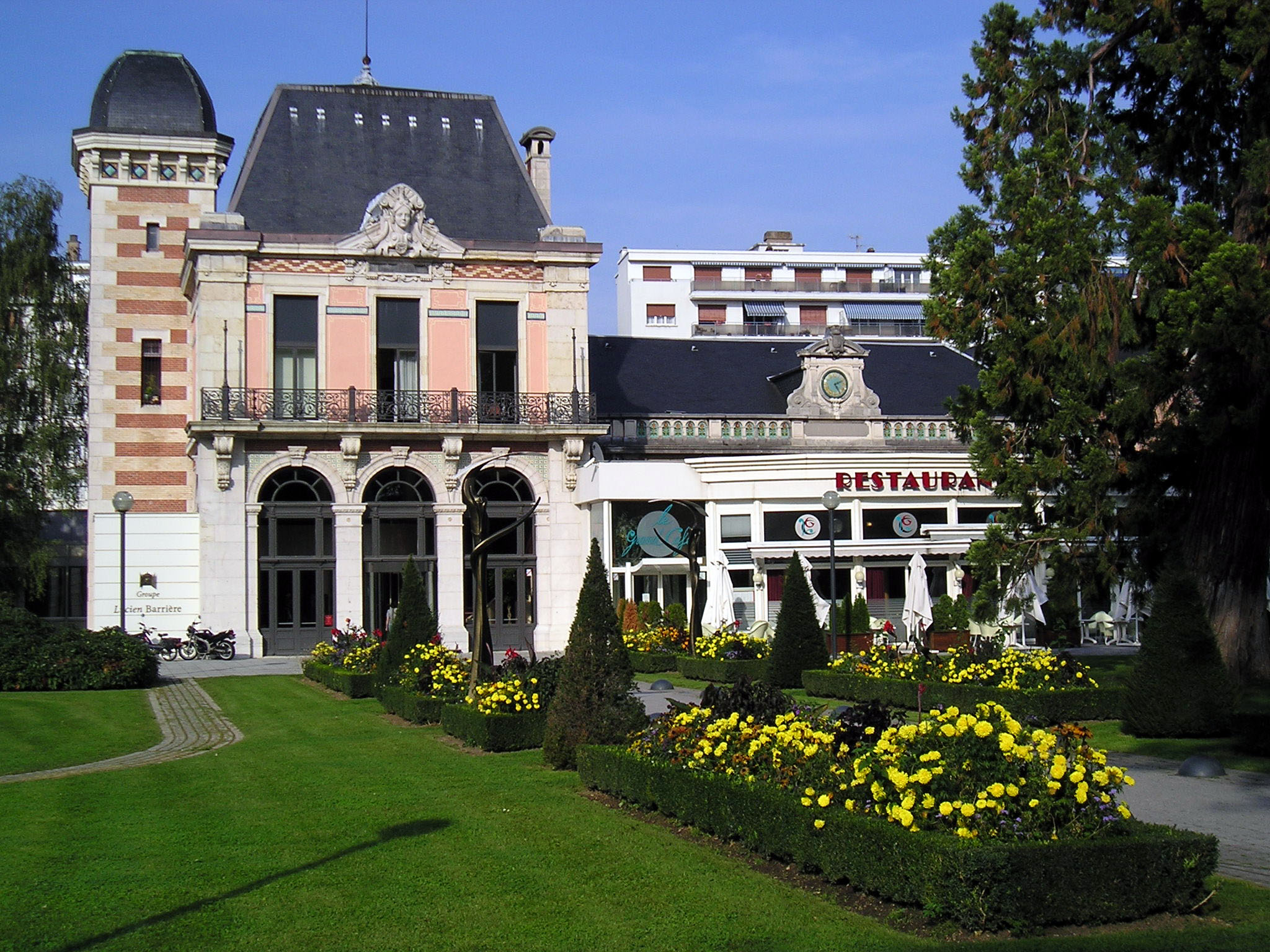
Casino municipal Besançon

Ab 1912 verband eine kleine Bergbahn, die Funiculaire de Bregille, das Ufer des Doubs mit dem Kurzentrum auf dem Berg Bregille. Sie war ca. 420 m lang. Sie wurde im Zweiten Weltkrieg bombardiert, danach wieder aufgebaut und 1987 stillgelegt. Ein Verein unterstützt die Wiederinbetriebnahme. Die Talstation am Ufer des Doubs ist noch gut erhalten.

### Kultureinrichtungen

#### Theater

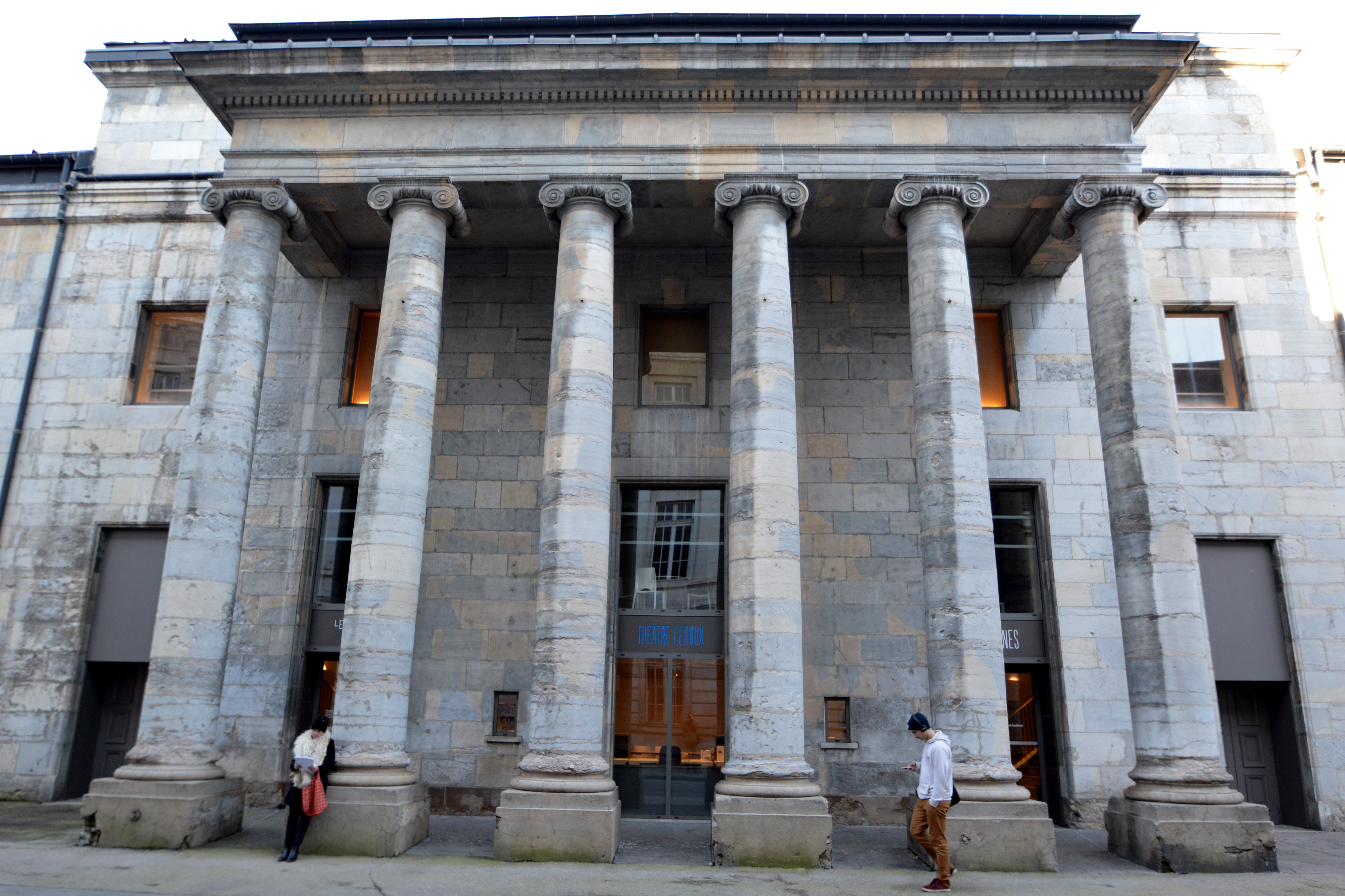
Théâtre Ledoux

Die Stadt beherbergt ein Nationales Dramatisches Zentrum (CDN), das Centre Dramatique National Besancon Franche-Comté, das 1972 gegründet und in der alten Casino-Halle installiert wurde, und eine nationale Bühne, die Scène nationale de Besançon, die seit 2012 das Théâtre de l'Espace und das Ledoux-Theater vereint. Besançon hat auch kleinere Strukturen: das Scènacle im Viertel Saint-Jean, ein kleines Theater mit einer Kapazität von etwa 100 Plätzen, das Theaterstücke und Konzerte der Truppe oder regionaler Künstler bietet; Das auf dem Campus gelegene Petit Théâtre de la Bouloie mit einer Kapazität von 150 Plätzen beherbergt Studentenprojekte zur Förderung der künstlerischen und kulturellen Praxis (Universitätstheater, Universitätschor usw.), künstlerische Residenzen für junge Unternehmen, professionelle Shows, die von angeboten werden Partnerstrukturen und Shows von jungen Unternehmen; das Alcyon Theater, ein seit 1995 in Fort de Chaudanne gegründetes Unternehmen, in dem Shows, Workshops und Theater-, Tanz- und Musikkurse organisiert werden.
Der Kursaal de Besançon entstand aus dem Wunsch, den Kurgästen der 1891 gegründeten Kurstadt Besançon-les-Bains und den in der Stadt stationierten Soldaten Unterhaltung und Shows zu bieten. Der Kursaal-Cirque öffnete Ende 1893 seine Pforten, aber die Finanzen der Veranstalterin, Madame Veuve Pellegrin, erlaubten es ihm nicht, die entstandenen Kosten zu erstatten. 1895 erwarb es die Stadt und der Kursaal wurde daraufhin zum Gemeindehaus der Stadt. 1970 wurde es wegen Baufälligkeit geschlossen, ab 1979 renoviert und im September 1982 wiedereröffnet. Im Untergeschoss entstand zudem ein Konferenzraum mit 360 Plätzen, genannt Petit Kursaal. Der als Grand Kursaal bekannte Hauptsaal hat zwei Balkone und eine gewölbte Decke, die mit wunderschönen Fresken geschmückt ist, die an die Zirkuskunst erinnern. Seine Kapazität beträgt bis zu 1.038 Sitzplätze, davon 450 auf den beiden Balkonen.
Für Konzerte ist die Stadt mit La Rodia ausgestattet, einer zeitgenössischen Musikszene im Prés-de-Vaux-Sektor, die einen großen Saal mit 1100 Plätzen und einen „Club“-Saal mit 330 Plätzen sowie 2 Kreativstudios umfasst. Das Messe Micropolis beherbergt einen modularen Raum mit einer Kapazität von 2.200 bis 6.500 Plätzen, in dem die meisten Künstler und Gruppen auf nationalen und internationalen Tourneen auftreten.

#### Kino

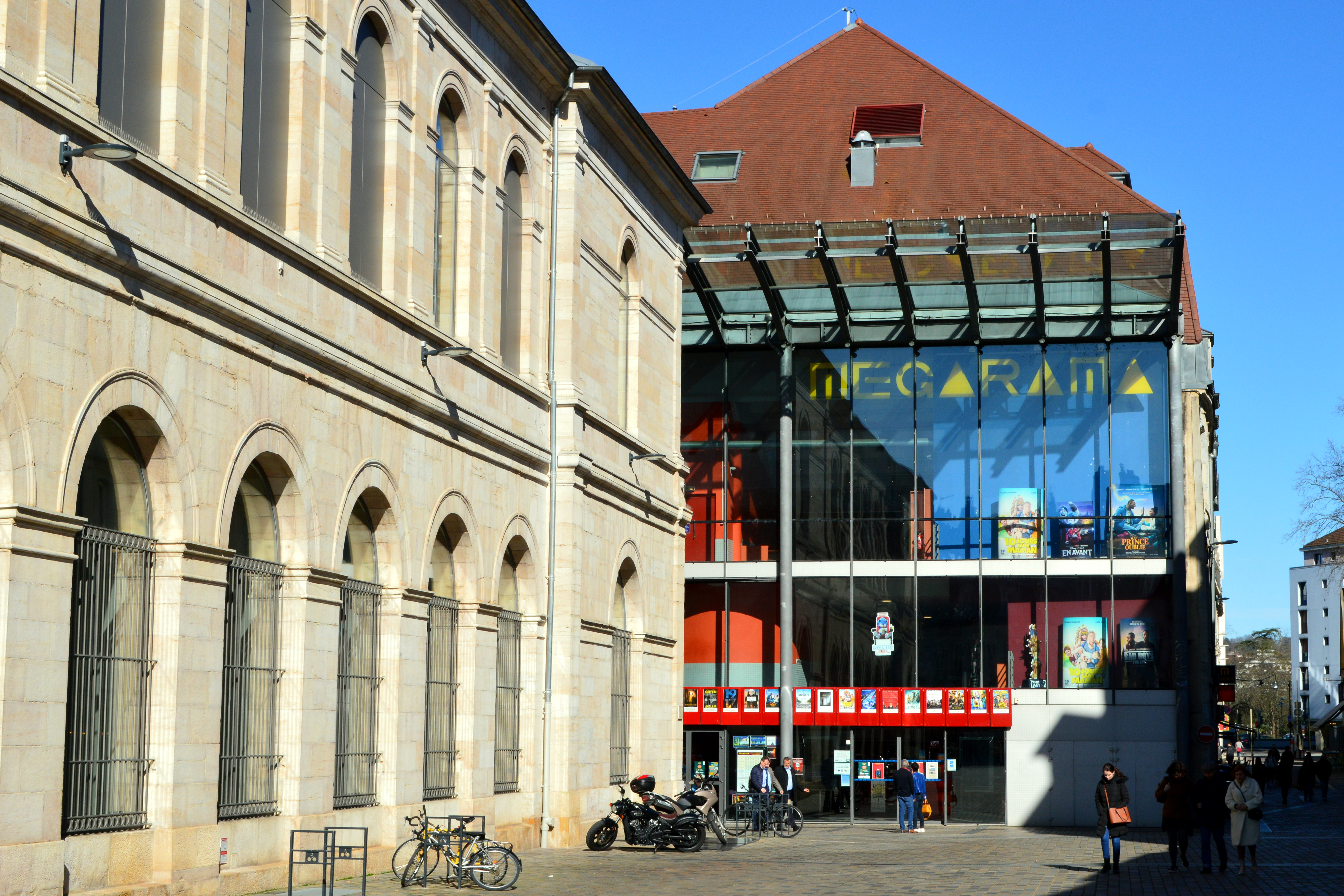
Multiplex-Kino Marché Beaux-Arts

Das Kinoangebot im Ballungsraum Besançon ist groß und breit gefächert, mit 25 Sälen und 4.092 Sitzplätzen im Jahr 2016, also einem Sitzplatz für 38 Einwohner. Es ist mit zwei Multiplex-Kinos ausgestattet: Das im November 2003 eröffnete Mégarama Beaux-Arts (8 Sälen und 1.331 Sitzplätze) befindet sich im historischen Zentrum, während sich die Mégarama École-Valentin (13 Sälen und 1.930 Sitzplätze) seit Dezember 1999 am Stadtrand in der Nachbarstadt École-Valentin befindet. Abgerundet wird das Angebot durch zwei Programmkinos, das Cinéma Victor-Hugo (3 Sälen und 461 Plätze), und Les 2 Scènes, dessen Programm abwechselnd im Théâtre de l'Espace stattfindet im Stadtteil Planoise und im Kino Kursaal in der Innenstadt.

#### Museen

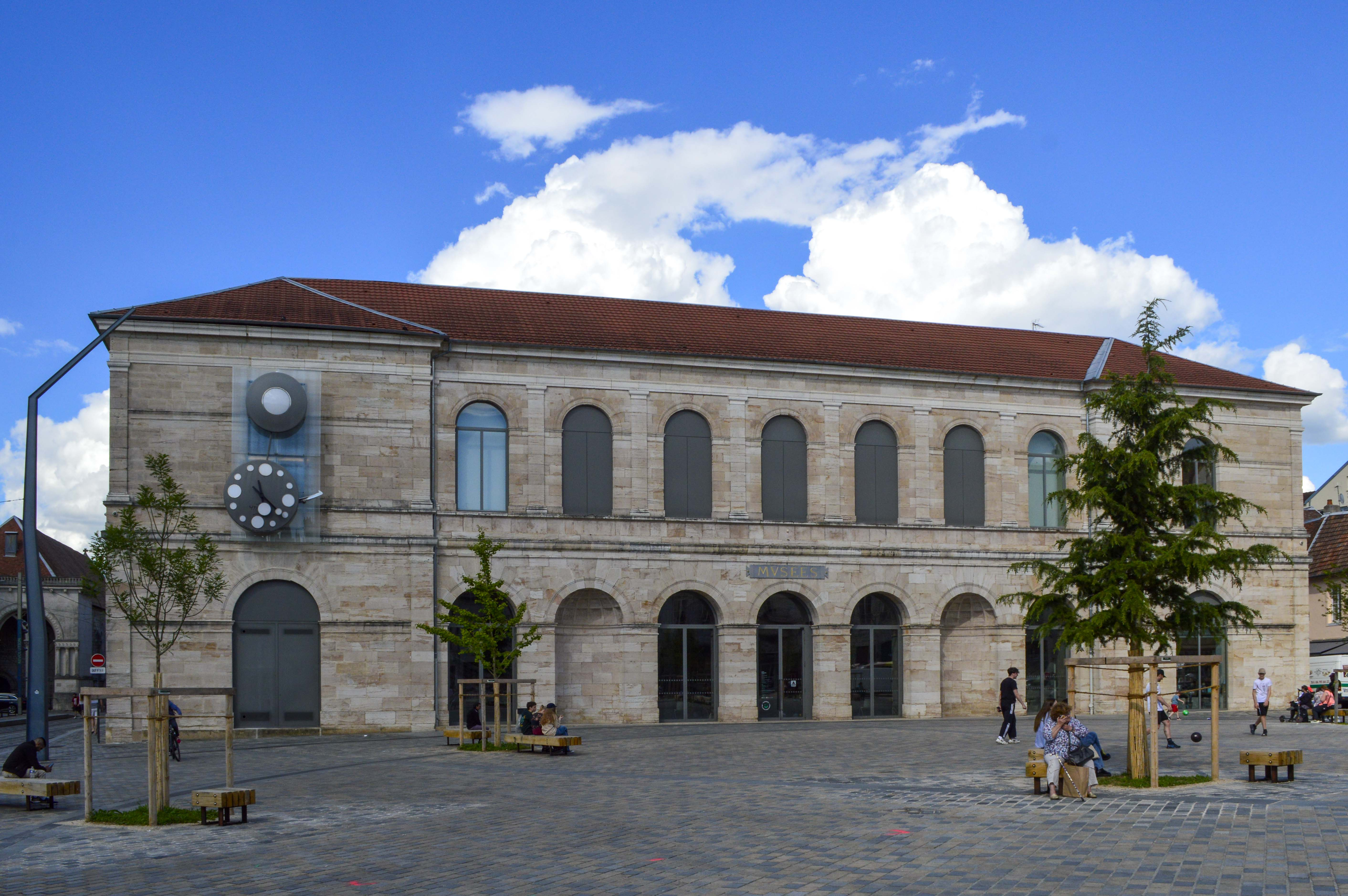
Musée des Beaux-Arts et d’Archéologie de Besançon

Fünf Museen in Besançon dürfen sich mit der Auszeichnung Musée de France schmücken.
Das Musée des beaux-arts et d’archéologie de Besançon ist das älteste Museum Frankreichs. Es wurde 1694, also etwa 100 Jahre vor dem Louvre, gegründet. Heute ist es in einem alten Getreidemarkt von 1835 untergebracht und wurde in den 1960er Jahren durch Louis Miquel, Schüler von Le Corbusier, neu eingerichtet.
Das Musée du Temps, das 2002 eingeweiht wurde, ist auf Basis des Geschichtsmuseums der Stadt entstanden. Es befindet sich im Palais Granvelle und vereint in einem einzigartigen Konzept seine Kollektion von Armband-, Sonnen- und Sanduhren sowie anderen Zeitmessern mit dem Fundus des Geschichtsmuseums an Gemälden und Stichen.
In der Zitadelle sind drei Museen untergebracht. Das Musée de la Résistance et de la Déportation wurde 1971 im ehemaligen Kadettenwohnheim eröffnet und gehört zu den bedeutendsten seiner Art in Frankreich. Es behandelt in 20 Ausstellungsräumen Themen aus dem Zweiten Weltkrieg wie Nationalsozialismus, Okkupation, das Vichy-Regime, Deportation, Résistance und Befreiung und stellt Fotografien, Texte, Dokumente und Originalgegenstände aus. Zwei Säle sind Künstlern gewidmet, die ihre Werke in Konzentrationslagern geschaffen haben. Das Musée Comtois, das 1961 im Front Royal eingerichtet wurde, widmet sich der Kunst und den Traditionen der Region. In 16 Sälen wird eine ständige Ausstellung einiger der 20.000 Objekte aus dem 19. und 20. Jahrhundert umfassenden Sammlung des Museums gezeigt. Das Muséum d’histoire naturelle, das 1959 auf Initiative des damaligen Bürgermeisters Jean Minjoz gegründet wurde, bietet einen Rundgang zum Thema Evolution. Sein Zoo, Insektarium, Noctarium und Aquarium stellen lebende Tiere aus.

#### Cité des Arts et de la Culture
Die Cité des Arts et de la Culture (Stadt der Künste und Kultur) ist ein Kulturzentrum in Besançon. Es wurde 2013 eröffnet, Architekt war Kengo Kuma. Es liegt am Rande der Altstadt in der Boucle am Ufer des Doubs. Es enthält zwei Abteilungen: das Conservatoire à rayonnement régional de Besançon (CRR – Regionales Konservatorium von Besançon) und den Fonds régional d'art contemporain de Franche-Comté (Frac – Regionaler Fonds für zeitgenössische Kunst Franche-Comté).

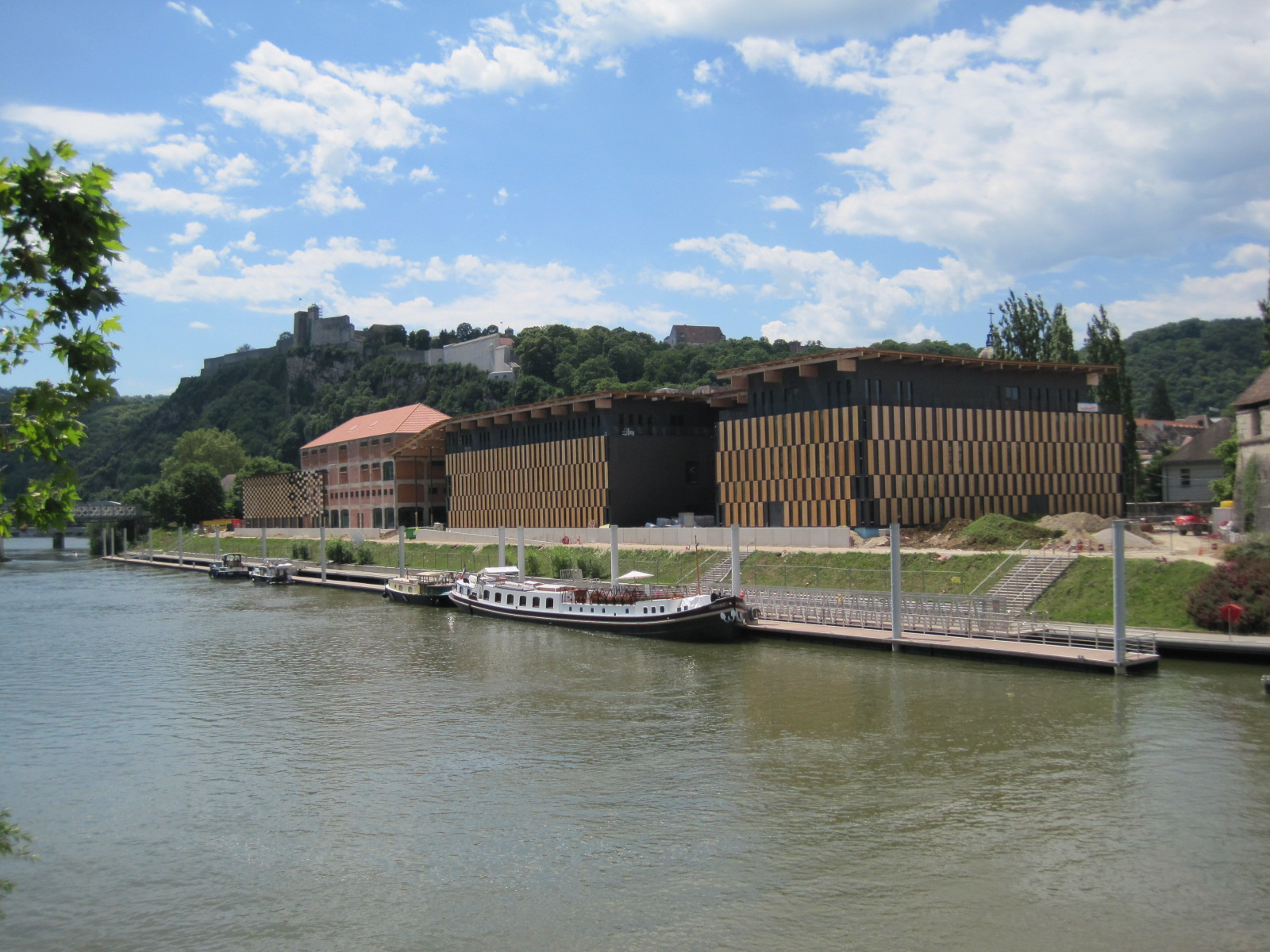
Cité des arts et de la Culture de Besançon

Das CRR ist eine Musik-, Tanz- und Theaterschule, die musische Ausbildung für Kinder ab 3 Jahren bis zur Vorbereitung einer professionellen Ausbildung bietet. Es werden Kurse in klassischer Musik, auch mit alten Instrumenten und moderner Musik, auch Pop, mit elektronischen Instrumenten, angeboten. Die Ausbildung erfolgt in mehrjährigen Kursen, die mit Prüfungen angeschlossen werden können. Die höchste Stufe sind die classe préparatoire (Vorbereitungsklassen), die auf die Prüfung an den Meisterschulen vorbereiten. Das Gebäude bietet Übungsräume und ein Auditorium für Aufführungen.
Das CRR ist ein Kunstmuseum (Schwerpunkt Moderne Kunst), mit einer eigenen Sammlung und ständigen und wechselnden Ausstellungen. Eine Bibliothek steht der Öffentlichkeit zur Verfügung.

### Festivals
- GéNéRiQ Festival (aktuelle Musik) im Februar
- Festival International des Langues et des cultures du monde (Theater) im März
- Festival de Besançon-Montfaucon (alte Musik) im Mai
- Bien Urbain (Streetart) im Juni
- Festival jazz et musique improvisée en Franche-Comté festival (Jazz und Neue Improvisationsmusik) im Juni
- Orgue en ville (Orgelkonzerte) im Juli
- Besançon – International Music Festival (klassische Musik) im September
- Livres dans la Boucle (Buchmesse) im September
- Festival Détonation (aktuelle Musik) im September
- Lumières d’Afrique festival (afrikanische Filme) im November

### Parks und Grünanlagen

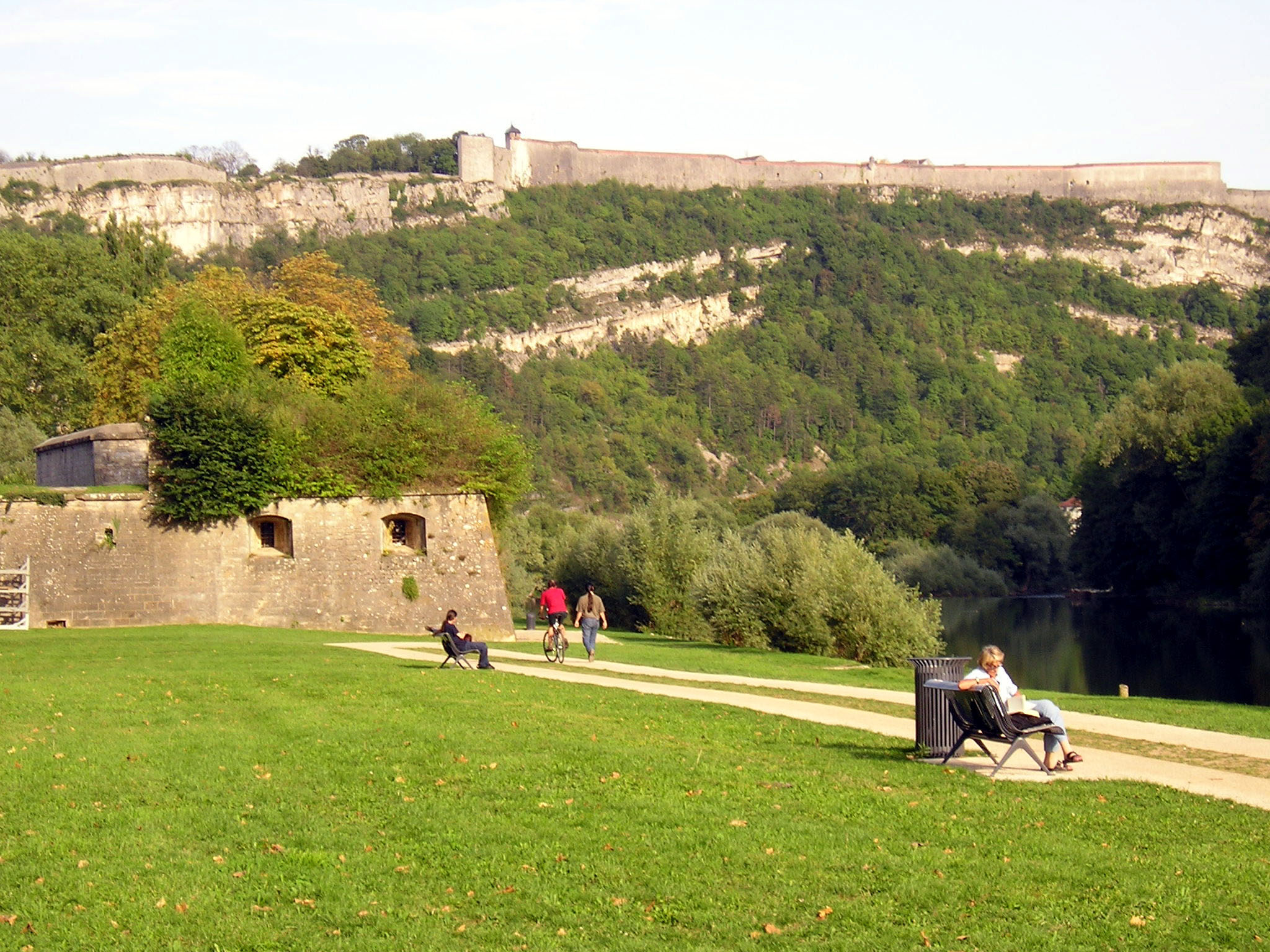
Gärten des Gare d’eau

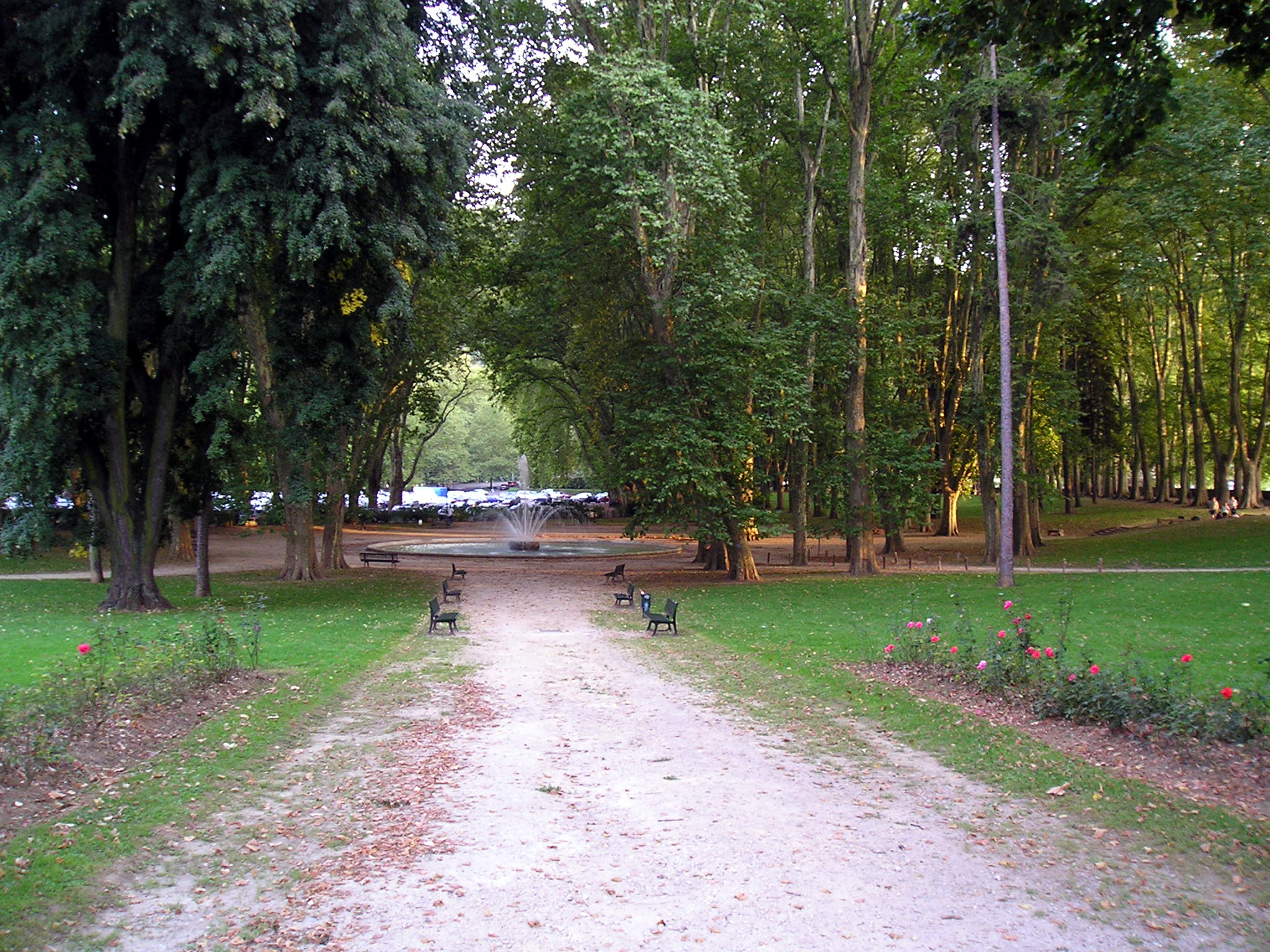
Promenade Chamars

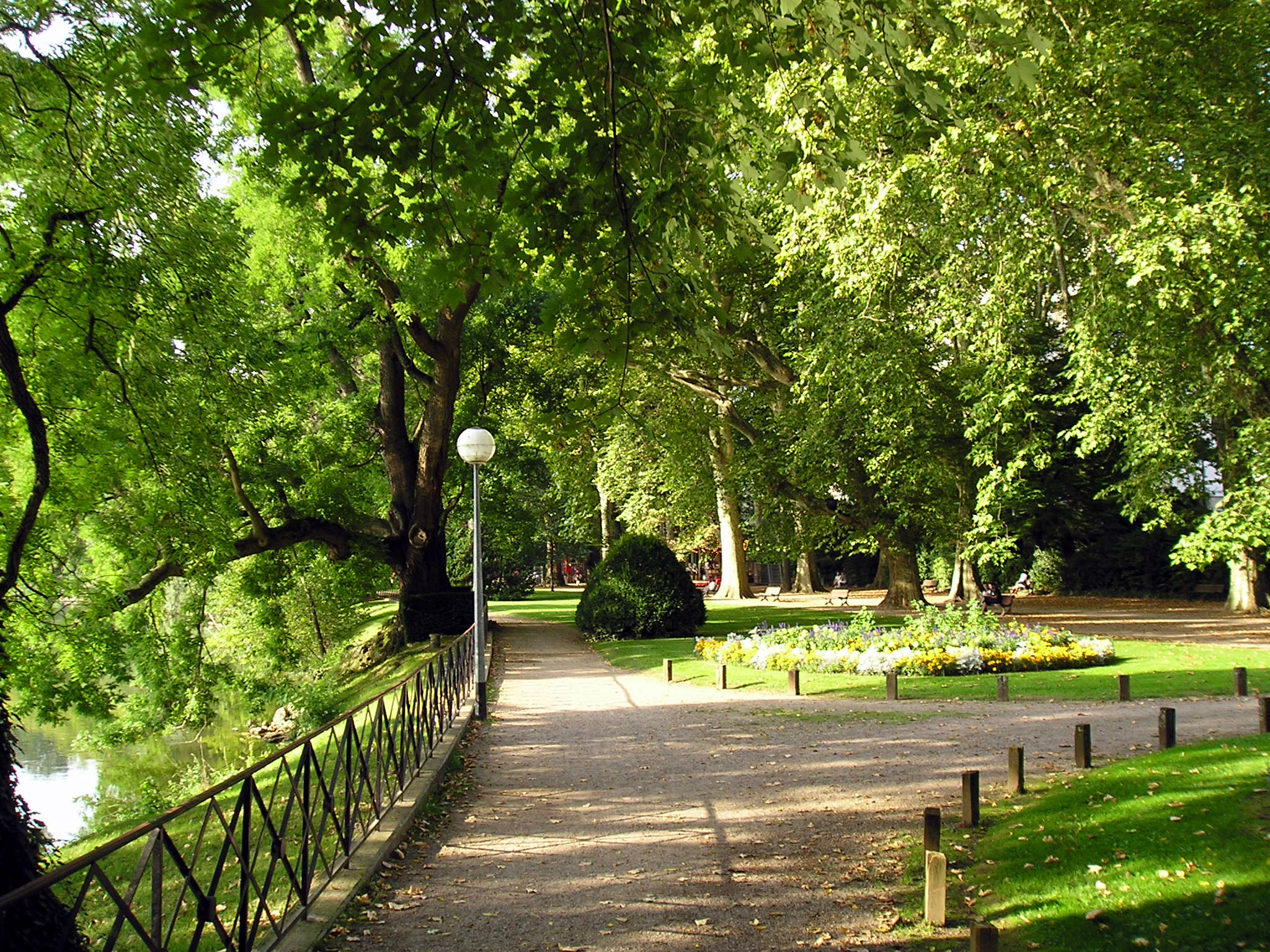
Promenade Micaud

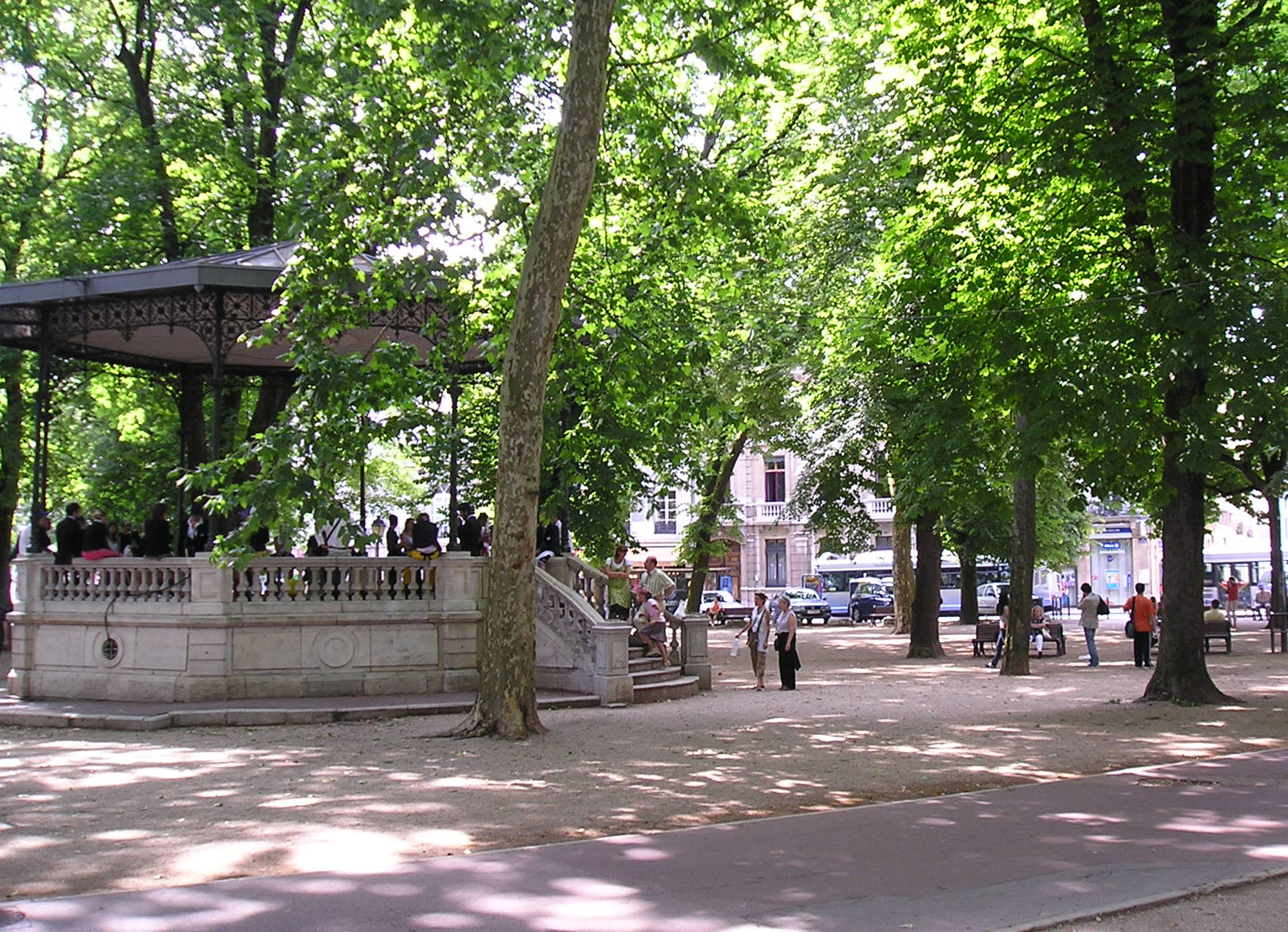
Promenade Granvelle

Mit 2408 ha Grünfläche, davon 2000 ha Wald, wird Besançon häufig als grünste Stadt Frankreichs bezeichnet; pro Einwohner verfügt es über 204 m² Grünfläche. Der Wald von Chailluz bedeckt mit seinen 1625 ha ein Viertel des Stadtgebiets. Die Stadt ist Eigentümer dieses Waldes, der größtenteils aus Laubbäumen besteht und in dem es einen Tierpark, einen Trimm-dich-Pfad und mehrere Wanderwege gibt.
Das historische Stadtzentrum ist von einem Grüngürtel umgeben. Im Westen der Altstadt, auf dem linken Ufer des Doubs, liegen die Gärten des Gare d’eau. Als 1833 der Rhein-Rhône-Kanal gebaut wurde, legte die Stadt einen kleinen Hafen für die Kanalschifffahrt an. Als man einen Kanal unterhalb der Zitadelle baute, wurde dieser Hafen überflüssig. Der 2 ha große Park um das ehemalige Hafenbecken gehört heute dem Conseil général du Doubs.
Direkt nördlich an diese Gärten grenzt die Promenade Chamars, die im späten 18. Jahrhundert angelegt wurde und ihren Namen durch eine Kontraktion von Champs de Mars (campus martii) erhalten hat. Ursprünglich war an diesem Ort sumpfiges Gelände, das von einem Arm des Doubs in den kleinen und den großen Chamars geteilt wurde. Vauban betrachtete diese Stelle als schlecht zu verteidigen und ließ sie daher mit einer Umwallung und Bastionen befestigen. 1739 wurde der Stadt erlaubt, diesen Ort in einen Park umzuwandeln. Unter Leitung des Bisontiner Architekten Claude-Joseph-Alexandre Bertrand wurde er 1770–1778 umgebaut und bekam ein Café, ein öffentliches Bad, eine Voliere für seltene Vögel, Kaskaden, einen botanischen Garten und einen Park im französischen Stil. 1830 wurde die innere Umwallung abgerissen, um den Hafen zu bauen; dabei verschwand auch ein Großteil der damaligen Parkanlagen. Zwischen 1978 und 1982 wurde der Ort wieder in einen Park umgewandelt, wobei von der ursprünglichen Anlage nur noch zwei Wärterhäuschen, ein paar Platanen und die Steingefäße des Bildhauers Jean-Baptiste Boutry übrig geblieben sind.
Nördlich des historischen Zentrums von Battant, auf der rechten Seite des Doubs, befindet sich die zur Mitte des 19. Jahrhunderts geschaffene Promenade des Glacis, die das Werk des Landschaftsarchitekten Brice Michel und des Architekten Maurice Boutterin ist. Im Zentrum von Battant befindet sich der 1988 angelegte Clos Barbisier, der eine Vielzahl von Rosen beherbergt. Der botanische Garten wurde bereits 1580 gegründet. Seitdem wurde er sechsmal verlegt und befindet sich seit 1957 an seinem heutigen Standort in der Place Leclerc. Die Jardins du Casino sind ein öffentlicher Park mit Blumenwiesen und baumbesäumten Wegen. Im Parc de l’observatoire, der 1904 auf Drängen des Direktors des astronomischen Observatoriums, Auguste Lebeuf, eingerichtet wurde, gibt es besondere Blutbuchen, Hängebuchen, Kastanien und Kiefern. In der Promenade Helvétie befindet sich ein 1987 angelegter botanischer Garten namens Jardin des Sens et des Senteurs (Garten der Sinne und Düfte), der Sehbehinderten Pflanzen und Büsche mit speziellen Gerüchen oder greifbaren Besonderheiten näherbringt und der mit Erklärungstafeln in Brailleschrift ausgestattet ist.
Die Promenade Micaud wurde ab 1843 Schritt für Schritt auf 3 ha auf der rechten Doubs-Seite nach Plänen des Architekten Alphonse Delacroix angelegt. Sie trägt den Namen von Jules Micaud, der als damaliger Bürgermeister den Bau in Auftrag gegeben hatte. Unter den 400 Bäumen findet man Besonderheiten wie großblütige Magnolien oder Buchen mit tief gezähnten Blättern, eine Musikhalle, ein Wasserbecken sowie zahlreiche Skulpturen. Die Promenade Granvelle war ursprünglich der private Garten des Palais Granvelle und stammt aus dem 16. Jahrhundert. Die Stadt hat ihn 1712 gekauft und 1728 der Allgemeinheit zugänglich gemacht. Zwischen 1775 und 1778 wurde er durch den Architekten Claude-Joseph-Alexandre Bertrand zu einem Ziergarten umgestaltet. Heute befinden sich hier eine Musikhalle, eine künstliche Höhle, ein Wallace-Brunnen, Statuen von Victor Hugo und Auguste Veil-Picard, das Portal der Kirche Église du couvent des Grands-Carmes sowie ein neoklassischer Säulengang, der von einem früheren Pavillon übrig geblieben ist.
In Besançon gibt es zahlreiche Springbrunnen, was vor allem auf die Bedeutung der Stadt als Thermalbad zurückzuführen ist.

### Sport

#### Sportanlagen
Die Sporthalle Ghani-Yalouz wurde 1967 eingeweiht und 2005 renoviert. Ihre Kapazität ist flexibel, von 3.380 Plätzen in Handballkonfiguration bis 4.200 Plätzen in Basketballkonfiguration. Das Hauptstadion ist das Stade Léo-Lagrange, das 1939 eingeweiht und zwischen 2003 und 2005 renoviert wurde. Mit einer Kapazität von 11.500 Sitzplätzen werden hier ausschließlich Fußballspiele ausgetragen. Drei weitere Stadien befinden sich in der Stadt, das Stade du Rosemont, das Stade des Orchamps und das Stade Henri-Joran im Stadtteil Velotte. Die Stadt verfügt über eine Eissporthalle, die Patinoire La Fayette, zwei Hallenbäder (Hallenbad Mallarmé und Hallenbad La Fayette), zwei Freibäder (Freibad Chalezeule und Freibad Port Joint) und zehn Turnhallen. Die Kletterhalle Marie-Paradis bietet hundert Kletterrouten an einer Kletterwand mit einer Höhe von 18 Metern. Das Centre des Cultures Urbaines de Besançon (CCUB) im Viertel Saint-Claude ist ein 2.000 m² großer, überdachter Bereich, der 2019 eingeweiht wurde und den Brettsportarten (Rollschuhlaufen, BMX, Skateboard) und Gleichgewichtsübungen (Parkour, Slackline) gewidmet ist. Zwei Open-Air-Skateparks wurden im Stadtzentrum an den Ufern des Doubs in den Sektoren Chamars und Prés-de-Vaux eingerichtet. Andere bemerkenswerte Einrichtungen befinden sich auf dem Territorium der Randgemeinden. In Montfaucon, vor den Toren von Besançon, gibt es einen Freiflugplatz für Paragleiter und Drachenflieger sowie eine Klippe mit fast 150 Kletterrouten von 20 bis 40 Metern. Der Golfplatz Besançon ist ein 18-Loch-Golfplatz in der Gemeinde La Chevillotte.

#### Vereine und Einzelsportler
Im Bereich Mannschaftssport ist die Stadt derzeit vor allem in der Disziplin Handball auf nationaler Ebene vertreten. Der 1970 gegründete Club Entente Sportive Besançon Féminin (ESBF) spielt in der ersten Liga. Mit vier französischen Meistertiteln und einem Europapokalsieg ist er der erfolgreichste Verein der Stadt. Die Herren-Handballabteilung Grand Besançon Doubs Handball (GBDH) nahm an vier Spielzeiten der ersten Liga und 26 Spielzeiten der zweiten Liga teil.  Palente Besançon Handball ist ein Frauenverein, der in der Saison 2022/2023 in der zweiten Liga spielte.
Im Fußball hat die Stadt mit Racing Besançon (RB) einen Verein, der in der National 2 spielt, der vierten Ebene der französischen Fußballligen, und einen weiteren Verein in der National 3: Besançon Football (BF).
Basketball ist mit Besançon Avenir Comtois (BesAC) vertreten, der 2022–2023 in National 1 spielte, der dritthöchsten Liga im französischen Basketball.
Im Bereich des Individualsports im Profi- und Amateurbereich sticht die Stadt hervor im Boxen mit dem Olympiasieger Khedafi Djelkhir, im Ringen mit dem Olympiasieger Ghani Yalouz, im Bogenschießen mit Jean-Charles Valladont, mehrfacher Medaillengewinner bei Welt- und Europameisterschaften und Silbermedaillengewinner bei den Olympischen Spielen in Rio, Radfahren (Amicale Cycliste Bisontine), Gewichtheben (La Française de Besançon) und Kanufahren (Société Nautique Bisontine, 2. Club Französisch). Besançon ist auch Gastgeber des Franche-Comté-Judo-Clubs Besançon mit 90 nationalen Podestplätzen, 50 französischen Meistertiteln in allen Kategorien und 20 europäischen und weltweiten Podestplätzen.

#### Sportveranstaltungen
Ab 2019 organisiert Grand Besançon Métropole ein Festival namens Grandes Heures Nature, das Outdoor-Sportarten wie Wandern, Traillauf, Kanusport, Klettern, Mountainbike und Straßenradsport gewidmet ist. Es findet im Juni an vier Tagen statt. Die Stadt Besançon ist regelmäßiger Etappenort der Tour de France, die sie zwischen 1903 und 2018 18 Mal ausrichtete. Der Classic Grand Besançon Doubs ist ein Straßenradrennen, das 2021 ins Leben gerufen wurde und Teil des UCI-Europe-Tour-Kalenders (Kategorie 1.1) ist. Es findet hauptsächlich auf dem Gebiet von Grand Besançon Métropole statt. Der Trail des Forts de Besançon findet seit 2004 jedes Jahr im Mai statt und bietet vier Trailruns mit 48, 28, 19 und 10 Kilometer, wobei die längste Strecke regelmäßig unter den zehn Etappen der Trail Tour National registriert wird.

### Regelmäßige Veranstaltungen
- Februar: Open de Franche-Comté, Tennisturnier
- Mai: Foire Comtoise, Ausstellung, Messe
- September: Les Mots Doubs, Buchmesse
- September: Les Terroirs Gourmands, Markt für regionale Produkte
- Dezember: Weihnachtsmarkt

### Zitate
„Als er einen Weg in drei Tagen vorgerückt war, wurde ihm gemeldet, Ariovist beeile sich mit allen seinen Truppen, um Vesentio zu besetzen, welches die größte Stadt der Sequaner ist, und sei drei Tagesmärsche von seinem Lande aus vorgerückt. Dass das geschehe, glaubte Cäsar energisch verhüten zu müssen. Denn von allen Dingen, die für den Krieg von Nutzen sind, war in dieser Stadt der nächste Vorrat, und durch ihre natürliche Lage war sie so fest, dass sie eine günstige Gelegenheit bot, den Krieg in die Länge zu ziehen, deswegen, weil der Doubs, wie mit einem Zirkel herumgezogen, fast die ganze Stadt umgibt; die übrige Strecke, wo der Fluss aussetzt – sie ist nicht länger als 1 600 Fuß (480 m) – nimmt ein Berg von großer Höhe ein, und zwar in der Weise, dass den Fuß des Bergs auf beiden Seiten die Flussufer berühren. Diesen (Berg) macht eine umgeführte Mauer zu einer Burg und verbindet ihn mit der Stadt.“

## Persönlichkeiten

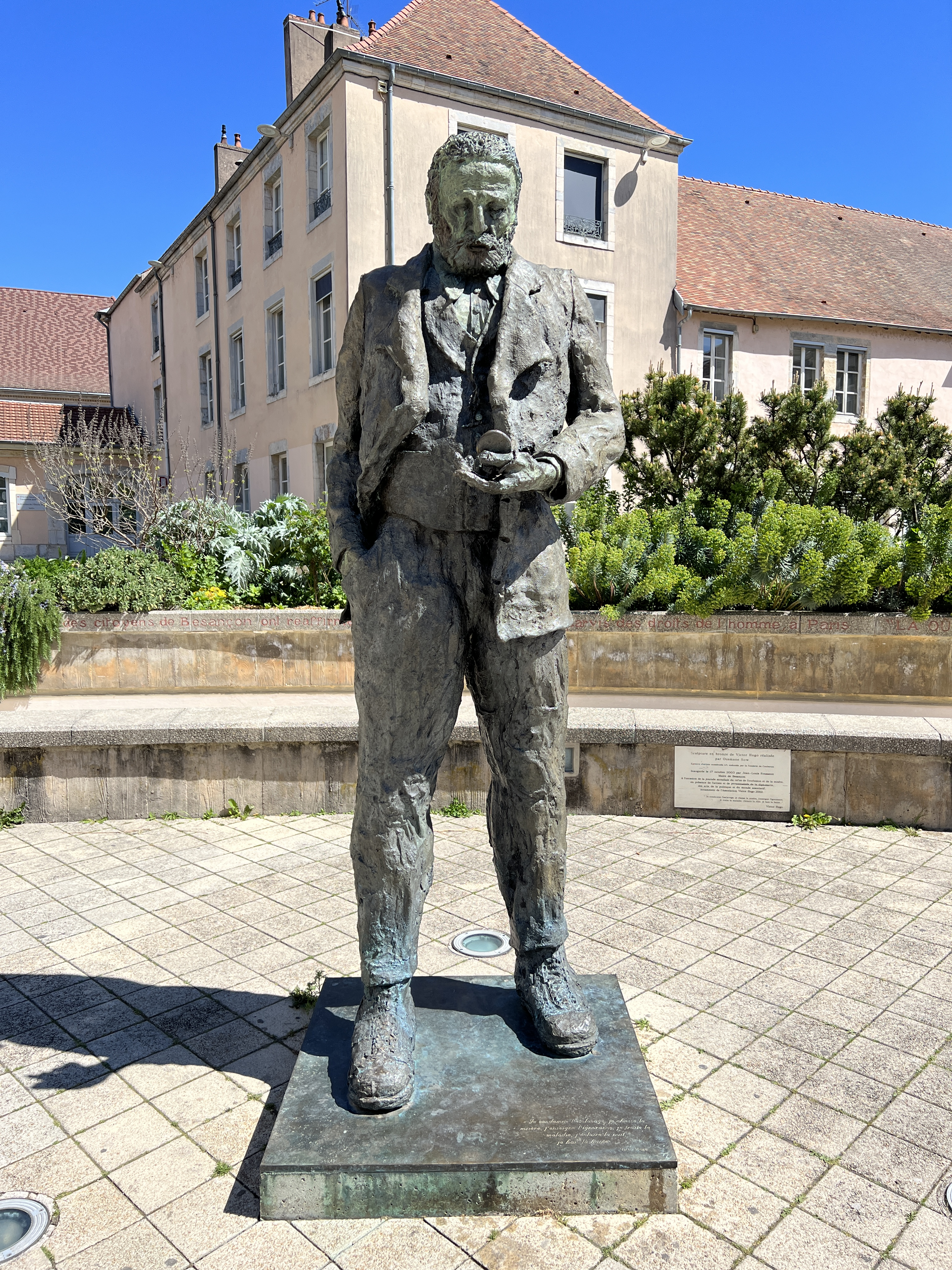
Victor Hugo von Ousmane Sow, auf der Menschenrechtspromenade.

- Claude Goudimel (um 1514–1572), Musiker (nach einer anderen Quelle * 1500 in Vaison)
- Antoine Perrenot de Granvelle (1517–1586), Kardinal, Diplomat und Humanist, Berater von Karl V., Vizekönig von Neapel
- Jean-Jacques Boissard (1528–1602), Antiquitätensammler und lateinischer Dichter
- Jean-Baptiste Besard (1567–1617), Jurist, Lautenist und Komponist
- Jean-Baptiste Chassignet (1571–1635), Schriftsteller
- Jean Mairet (1604–1686), vorklassischer Dramendichter
- Claude-Adrien Nonnotte (1711–1793), Jesuit, Prediger und Schriftsteller
- Benoît-Louis Bouchet (1731–1802), Ingenieur und Divisionsgeneral
- Claude Étienne Le Bauld de Nans (1735–1792), Schauspieler, Regisseur und Französischlehrer
- John Acton (1736–1811), Premierminister von Neapel unter Ferdinand IV.
- Pierre-Adrien Pâris (1745–1819), Maler und Architekt
- Antoine-François Momoro (1756–1794), Buchdrucker
- Jean-François Flamand (1766–1838), General der Infanterie
- Charles Fourier (1772–1837), Erfinder der sozialistischen „Phalansterien“
- Pierre Claude Pajol (1772–1844), General während der napoleonischen Kriege
- François-Xavier-Joseph Droz (1773–1850), Moralphilosoph, Historiker und Mitglied der Académie française
- Charles Nodier (1780–1844), Schriftsteller der Romantik
- Jean Claude Eugène Péclet (1793–1857), Physiker, dessen Name durch die Péclet-Zahl bekannt ist
- Victor Hugo (1802–1885), Schriftsteller
- Jean-François Gigoux (1806–1894), Maler und Grafiker
- Pierre-Joseph Proudhon (1809–1865), Ökonom und Soziologe, Journalist (Le Peuple)
- Adolphe Braun (1812–1877), Textildesigner und Fotograf
- Paul Charreire (1820–1898), Organist und Komponist
- Charles Lebouc (1822–1893), Cellist
- Alfred Ducat (1827–1898), Architekt
- Antonin Fanart (1831–1903), Landschaftsmaler
- Hilaire de Chardonnet (1839–1924), Erfinder der künstlichen Seide
- Alfred Nicolas Rambaud (1842–1905), Historiker und Politiker
- Cornelius Herz (1845–1898), Geschäftsmann
- Émile Isenbart (1846–1921), Maler
- Théobald Chartran (1849–1907), Historien- und Porträtmaler
- Louis-Jean Résal (1854–1919), Ingenieur (z. B. Pont Alexandre III in Paris)
- James Chappuis (1854–1934), Naturwissenschaftler
- Georges Girardot (1856–1914), Genre-, Akt- und Landschaftsmaler
- Auguste Lumière (1862–1954) und Louis Lumière (1864–1948), Erfinder der Kinematografie bzw. des Kinos
- Tristan Bernard (1866–1947), Rechtsanwalt, Journalist und Humorist
- Max d’Ollone (1875–1959), Komponist
- Ernst Becherer (1884–1963), deutscher Bürgermeister und Landrat
- Louis Koeltz (1884–1970), Generalleutnant, Regierungsvertreter Frankreichs im Kontrollrat der Alliierten
- Émile Eigeldinger (1886–1973), Radrennfahrer
- Marie-Louise Paris (1889–1969), Ingenieurin
- Robert Demangel (1891–1952), Klassischer Archäologe
- André Bloch (1893–1948), Mathematiker
- Marcelle de Lacour (1896–1997), Cembalistin
- Henri Zeller (1896–1971), General und Militärgouverneur von Paris
- André Zeller (1898–1979), General, Putschist zur Zeit des Algerienkrieges
- Vital Dreyfus (1901–1942), Arzt und Widerstandskämpfer
- Francis Borrey (1904–1976), Arzt und Politiker
- Geneviève Carrez (1909–2014), Deutschlehrerin und Übersetzerin
- Jean Laroche (1914–1967), Autorennfahrer
- Janine Andrade (1918–1997), Geigerin
- René Cheval (1918–1986), Germanist, Hochschuloffizier und Kulturdiplomat
- Jean de Gribaldy (1922–1987), Radrennfahrer und Sportlicher Leiter
- Fred Gérard (1924–2012), Jazztrompeter
- Robert Gigi (1926–2007), Comiczeichner
- Claude Lorius (1932–2023), Glaziologe
- Viviane Wade (* 1932), Première dame Senegals
- Norbert Eschmann (1933–2009), Schweizer Fußballspieler
- Bernard Blum (1938–2014), Agrarwissenschaftler und Industriemanager
- Marie-Claude Beaud (1946–2024), Kuratorin und Museumsleiterin
- Yves Ravey (* 1953), Schriftsteller
- Yves Jégo (* 1961), Politiker
- Chantal Simonot (* 1962), Politikerin
- Isabelle Mandrella (* 1968), Philosophin
- Maxence Cyrin (* 1971), Pianist und Komponist
- Ursula Meier (* 1971), Schweizer Filmregisseurin und Schauspielerin
- Mina Agossi (* 1972), Jazzsängerin und Songwriterin
- Bénédicte Auzanot (* 1972), Politikerin
- Julien Berthier (* 1975), Bildender Künstler
- Florence Guillemin (* 1980) Fußballschiedsrichterin
- Khedafi Djelkhir (* 1983), Boxer
- Aurore Jéan (* 1985), Skilangläuferin
- Caroline Mani (* 1987), Radrennfahrerin
- Maxime Châtaignier (* 1988), Shorttracker
- Vanessa Guide (* 1989), Schauspielerin
- Jean-Charles Valladont (* 1989), Bogenschütze
- Jonas Martin (* 1990), Fußballspieler
- Ophélie Bau (* 1992), Schauspielerin
- Romane Frécon-Demouge (* 1993), Handballspielerin
- Laura Glauser (* 1993), Handballspielerin
- Joseph Berlin-Sémon (* 1994), Radsportler
- Tifany Huot-Marchand (* 1994), Shorttrackerin
- Axel Auriant (* 1998), Schauspieler
- Juliette Labous (* 1998), Radrennfahrerin
- Clarisse Mairot (* 2001), Handballspielerin
- Rassoul Ndiaye (* 2001), senegalesisch-französischer Fußballspieler
- Romain Grégoire (* 2003), Radrennfahrer
- Zacharie Perrin (* 2004), Basketballspieler
- Michael Ružić (* 2006), Basketballspieler